# 6 stycznia
6 stycznia jest 6. dniem w kalendarzu gregoriańskim. Do końca roku pozostało 359 (w latach przestępnych 360) dni.

## Święta
- Imieniny obchodzą: Andrzej, Baltazar, Bolemir, Epifania, Jędrzej, Kacper, Karol, Kasper, Manomir, Melaniusz, Melchior, Miłowit, Norman, Rafaela i Wiltruda.
- Irak – Święto Armii
- Irlandia – Małe Boże Narodzenie
- Francja – Święto Rodziny (odpowiednik Dnia Dziecka)
- Kościół prawosławny – wigilia Narodzenia Chrystusa
- Laos – Dzień Pathet Lao
- Polska – Dzień Filatelisty
- Wspomnienia i święta w Kościele katolickim[1][2]:
  - Objawienie Pańskie (w Polsce dzień wolny od pracy), w Kościele neounickim zwane Teofanią[3]
  - Światowy Dzień Misyjny Dzieci
  - Dwunastu apostołów Irlandii
  - Trzej Królowie: Kacper, Melchior, Baltazar
  - św. Andrzej Bessette (brat zakonny)
  - św. Andrzej Corsini (biskup); (również 9 stycznia i 4 lutego)
  - św. Julian i św. Bazylissa (również 9 stycznia)
  - św. Karol z Sezze (brat zakonny)
  - św. Melaniusz z Rennes (biskup) (również 6 listopada)
  - św. Rafaela Porras y Ayllón (zakonnica)
  - bł. Ryta od Jezusa (zakonnica)
  - bł. Widukind (wódz Sasów)

## Wydarzenia w Polsce
- 1233 – Książę kujawski i łęczycki Kazimierz I wyraził zgodę na przejęcie ziemi chełmińskiej przez zakon krzyżacki.
- 1285 – Arcybiskup gnieźnieński Jakub Świnka zwołał synod w Łęczycy, na którym wydano ustawy nakazujące wygłaszanie kazań w języku polskim.
- 1293 – Podczas zjazdu w Kaliszu książęta Władysław Łokietek, Przemysł II i Kazimierz II zawarli porozumienie o współpracy przy odbiciu zajętego przez Czechów Krakowa.
- 1341 – (lub 1 stycznia) Lębork został lokowany na prawie chełmińskim.
- 1420 – We Wrocławiu król niemiecki Zygmunt rozstrzygnął na rzecz zakonu krzyżackiego spór polsko-krzyżacki.
- 1429 – Na zamku w Łucku rozpoczął się zjazd monarchów europejskich.
- 1520 – Wojna pruska: wojska polskie zdobyły Ostródę i przystąpiły do oblężenia zamku krzyżackiego.
- 1573 – Po śmierci króla Zygmunta II Augusta, w Warszawie zebrał się po raz pierwszy poprzedzający wolną elekcję Sejm konwokacyjny.
- 1601 – Wojna polsko-szwedzka o Inflanty: wojska szwedzkie zdobyły Dorpat (Tartu).
- 1615 – W Gdańsku została zawiązana Konfederacja Gdańska, Elbląga i Torunia.
- 1666 – Nad Zatoką Gdańską, a następnie na jej wodach została stoczona, obserwowana przez rybaków, brutalna walka dwóch orłów. Od tego zdarzenia prawdopodobnie wzięło swą nazwę Orłowo, obecna dzielnica Gdyni.
- 1816 – Karol Fryderyk Woyda został prezydentem Warszawy.
- 1879 – Zainaugurował działalność dzisiejszy Teatr im. Stefana Żeromskiego w Kielcach.
- 1884 – Ukazało się pierwsze wydanie „Dziennika Łódzkiego”.
- 1913 – Premiera filmu niemego Wykolejeni w reżyserii Kazimierza Kamińskiego.
- 1914 – W Warszawie otwarto Most Poniatowskiego.
- 1919 – Powstańcy wielkopolscy odnieśli zwycięstwo w bitwie o Ławicę, zdobywając największy łup wojenny w historii polskiego oręża.
- 1924 – W Warszawie ukazał się pierwszy numer „Wiadomości Literackich”.
- 1940:
  - Niemcy rozstrzelali 96 osób na tzw. Szwedzkich Górach pod Warszawą (obecnie część dzielnicy Bemowo).
  - Niemcy rozstrzelali ok. 50 osób w lubelskiej dzielnicy Lemszczyzna.
- 1944 – W Ostrowie Lubelskim w zasadzce urządzonej przez Niemców na dowództwo IV Okręgu AL zginęli: komendant Okręgu Józef Szymanek ps. „Pochroń”, dowódca 1. Batalionu AL kpt. Jan Hołod ps. „Kirpiczny” i sekretarz okręgowy PPR Kazimierz Tkaczyk.
- 1945:
  - W ostatniej publicznej egzekucji w obozie koncentracyjnym Auschwitz-Birkenau zostały powieszone żydowskie uczestniczki obozowego ruchu oporu: Ala Gertner, Róża Robota, Regina Szafirsztain i Estera Wajcblum.
- 1957:
  - Powołano do życia Polskie Towarzystwo Pielęgniarskie.
  - W Krakowie ukazało się pierwsze wydanie tygodnika „Wieści”.
- 1965 – Premiera filmu Drewniany różaniec w reżyserii Ewy i Czesława Petelskich.
- 1972 – W Dąbrowie Górniczej aresztowano seryjnego mordercę Zdzisława Marchwickiego („Wampira z Zagłębia”).
- 1982 – Stan wojenny: rozwiązano Niezależne Zrzeszenie Studentów.
- 1985 – W Wejherowie zainaugurował działalność chór mieszany Cantores Veiherovienses.
- 1993 – Premiera komedii sensacyjnej Wielka wsypa w reżyserii Jana Łomnickiego.
- 1999 – W Wiśle w Krakowie znaleziono fragmenty ciała zamordowanej 23-letniej studentki.
- 2000 – Sejm RP przyjął ustawę powołującą urząd Rzecznika Praw Dziecka.
- 2005 – Sejm RP przyjął ustawę o mniejszościach narodowych, etnicznych i języku regionalnym oraz powołał komisję śledczą ds. prywatyzacji PZU.

## Wydarzenia na świecie

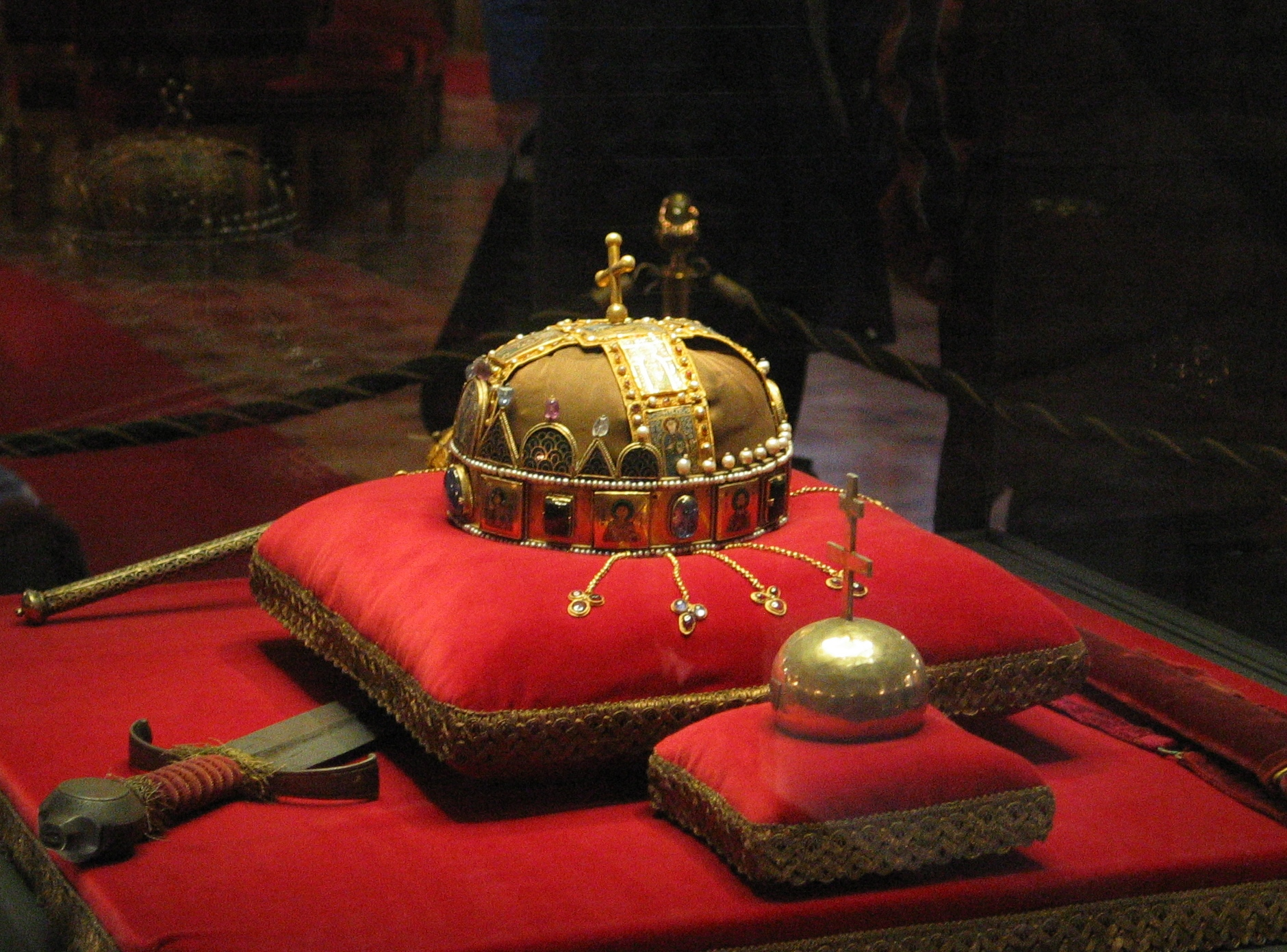
Korona Świętego Stefana i inne węgierskie insygnia królewskie

- 754 – Król Franków Pepin Krótki przyjął na audiencji papieża Stefana II, który w stroju pokutnym padł mu do stóp i poprosił o ochronę przed Longobardami.
- 1066 – Harold II został koronowany na króla Anglii.
- 1099 – Henryk V Salicki został koronowany na króla Niemiec.
- 1205 – Filip Szwabski został koronowany na króla Niemiec.
- 1286 – Filip IV Piękny został koronowany na króla Francji.
- 1311 – Henryk VII został królem Włoch.
- 1322 – Stefan Urosz III został koronowany na króla Serbii.
- 1355 – W Mediolanie Karol IV Luksemburski został koronowany żelazną koroną na króla Lombardii.
- 1389 – Zainaugurował działalność Uniwersytet w Kolonii.
- 1422 – Wojny husyckie: husyci pokonali wojska węgierskie w bitwie pod Nebovidami.
- 1449 – Konstantyn XI Paleolog został wybrany w Mistrze na ostatniego cesarza bizantyńskiego.
- 1494 – Ojciec Bernardo Boyl(inne języki) odprawił na wyspie Hispaniola pierwszą mszę św. w Nowym Świecie.
- 1535 – Konkwistador Francisco Pizarro założył Limę.
- 1540 – Król Anglii Henryk VIII Tudor ożenił się ze swoją czwartą żoną Anną z Kleve.
- 1542 – Konkwistador Francisco de Montejo założył miasto Mérida na Jukatanie w Meksyku.
- 1560 – Odbyła się koronacja papieska Piusa IV.
- 1579 – Południowe prowincje Niderlandów podpisały traktat arraski.
- 1612 – Axel Oxenstierna został kanclerzem Szwecji.
- 1637 – Wojna trzydziestoletnia: w czasie szwedzkiego oblężenia spłonął zamek Moritzburg w Halle.
- 1641 – Hiszpanie i Indianie Mapucze zawarli traktat z Quilín ustanawiający granicę wpływów hiszpańskich w Ameryce Południowej na rzece Biobío.
- 1781 – Zwycięstwo wojsk brytyjskich nad francuskimi w bitwie o Jersey.
- 1801 – Książę João Carlos de Bragança został pierwszym ministrem (premierem) Portugalii.
- 1808 – Cesarz Austrii Franciszek II Habsburg poślubił swoją trzecią żonę Marię Ludwikę Habsburg-Este.
- 1810 – W Paryżu podpisano francusko-szwedzki traktat pokojowy.
- 1838 – W Morristown w stanie New Jersey Samuel Morse i Alfred Vail zaprezentowali po raz pierwszy działanie telegrafu elektrycznego.
- 1842 – I wojna brytyjsko-afgańska: armia brytyjska rozpoczęła odwrót z Kabulu.
- 1848 – Hiszpania zaanektowała Wyspy Chafarinas na Morzu Śródziemnym.
- 1852 – Papież Pius IX powołał Papieską Komisję Archeologii Sakralnej.
- 1854 – Wojna krymska: zakończyła się nierozstrzygnięta turecko-rosyjska bitwa pod Cetate.
- 1857 – Marthinus Wessel Pretorius został pierwszym prezydentem Transwalu.
- 1868 – James Spriggs-Payne został prezydentem Liberii.
- 1877 – Przyszły ojciec Adolfa Hitlera, Alois, (do tej pory Schicklgruber) dokonał urzędowej zmiany nazwiska.
- 1880 – Włoscy emigranci założyli miasto Criciúma w południowej Brazylii.
- 1884 – Niemiecki wynalazca Paul Nipkow otrzymał patent na tzw. tarczę Nipkowa, która w ogromnym stopniu przyczyniła się do rozwoju telewizji.
- 1903:
  - 15-letni Pio z Pietrelciny rozpoczął nowicjat w zakonie kapucynów w Morcone.
  - W Bernie Albert Einstein poślubił Milevę Marić.
- 1912:
  - Niemiecki geofizyk Alfred Wegener przedstawił teorię wędrówki kontynentów.
  - Nowy Meksyk jako 47. stan dołączył do Unii.
- 1916 – I wojna światowa: rozpoczęła się bitwa pod Mojkovacem między wojskami czarnogórskimi a austro-węgierskimi.
- 1919 – W Niemczech rozpoczęto formowanie Freikorpsów.
- 1921 – Wojna grecko-turecka: rozpoczęła się pierwsza bitwa pod İnönü(inne języki).
- 1924 – Powstała Niemiecka Nadwołżańska Autonomiczna Socjalistyczna Republika Radziecka.
- 1926 – Założono niemieckie linie lotnicze Lufthansa.
- 1928 – Papież Pius XI ogłosił encyklikę Mortalium animos.
- 1929:
  - 19-letnia albańska siostra Maria Teresa (późniejsza Matka Teresa) przybyła do Kalkuty, gdzie podjęła pracę w katolickiej szkole dla dziewcząt.
  - Heinrich Himmler został szefem SS.
  - Król Aleksander I Karadziordziewić rozwiązał parlament i wprowadził dyktaturę w Królestwie Serbów, Chorwatów i Słoweńców.
- 1931 – Thomas Alva Edison opatentował swój ostatni wynalazek.
- 1932 – Joseph Lyons został premierem Australii.
- 1939:
  - Al Capone został przeniesiony z Alcatraz do więzienia o złagodzonym rygorze.
  - Niemiecki fizykochemik Otto Hahn podał do publicznej wiadomości odkrycie zjawiska rozszczepienia jądra atomowego.
  - W Paryżu założono kaukaski emigracyjny Klub kultury „Prometeusz”.
- 1940 – Wojna zimowa: fiński pilot myśliwski Jorma Sarvanto zestrzelił podczas jednego lotu bojowego 6 radzieckich bombowców.
- 1941:
  - Prezydent Franklin Delano Roosevelt w przemówieniu do Kongresu zdefiniował „4 wolności” mające stanowić podstawę ładu światowego, do którego będą dążyć Stany Zjednoczone: wolność słowa, wolność wyznania, wolność od biedy i wolność od strachu.
  - Wojna francusko-tajlandzka: rozpoczęła się ofensywa lądowa armii tajskiej w celu zajęcia Laosu i Kambodży.
- 1942 – Wojna na Pacyfiku: Japończycy wysadzili desant w Brunei na Borneo.
- 1943 – Bitwa o Atlantyk: u wybrzeża Brazylii amerykańska łódź latająca Consolidated PBY Catalina zatopiła niemiecki okręt podwodny U-164(inne języki), w wyniku czego zginęło 54 spośród 56 członków załogi.
- 1945 – W Rye w stanie Nowy Jork przyszły wiceprezydent i prezydent USA George H.W. Bush poślubił Barbarę Pierce.
- 1948 – Wojna domowa w Mandacie Palestyny: w nocy z 5 na 6 stycznia członkowie żydowskiej organizacji paramilitarnej Hagana zdetonowali bombę podłożoną w Hotelu Semiramis w osiedlu Katamon w Jerozolimie, w wyniku czego zginęły 24 lub 26 osób.
- 1950:
  - Radio Watykańskie rozpoczęło regularne nadawanie w języku białoruskim
  - Joanis Teotokis(inne języki) został premierem Grecji.
  - Wielka Brytania jako pierwsze państwo zachodnioeuropejskie uznała komunistyczny rząd chiński.
- 1951 – Powstała lewicowa partia polityczna Mebyon Kernow (Synowie Kornwalii).
- 1960 – 34 osoby zginęły w katastrofie samolotu Douglas DC-6 w Wilmington w Karolinie Północnej.
- 1961 – W przemówieniu w Wyższej Szkole Partyjnej w Moskwie Nikita Chruszczow ogłosił poparcie dla antykolonialnych rewolucji w Azji i Afryce jako punktu zwrotnego w zimnej wojnie.
- 1964:
  - Zakończyła się 1. podróż apostolska papieża Pawła VI do Izraela i Jordanii.
  - Zlikwidowano komunikację tramwajową we szwajcarskiej Lozannie.
- 1972 – Watykańska Kongregacja ds. Kultu Bożego ustanowiła nowe obrzędy chrześcijańskiego wtajemniczenia dorosłych.
- 1975:
  - ChRL i Botswana nawiązały stosunki dyplomatyczne.
  - Na antenie amerykańskiej stacji NBC zostało wyemitowane premierowe wydanie teleturnieju Koło Fortuny.
  - Wojna wietnamska: decydujące zwycięstwo wojsk Wietnamu Północnego w bitwie o Phước Bình (12 grudnia-6 stycznia).
- 1978 – Amerykańska delegacja rządowa pod przewodnictwem sekretarza stanu Cyrusa Vance’a zwróciła Węgrom koronę Świętego Stefana, przechowywaną w USA od 1945 roku.
- 1980 – Rozpoczęto odmierzanie czasu GPS.
- 1984 – Rząd Tunezji wprowadził stan wyjątkowy.
- 1986 – Jedna osoba zginęła, a 100 zostało napromieniowanych, gdy w elektrowni atomowej w Oklahomie przypadkowo ogrzano cylinder zawierający materiały promieniotwórcze. Z terenów wokół elektrowni ewakuowano ponad 130 tys. ludzi.
- 1989 – Kapitan polskiego trawlera „Kantar” nie wpłynął do portu w Bostonie, aby uniemożliwić członkom załogi planowaną ucieczkę. Mimo tego 12 marynarzy uciekło skacząc na pokład amerykańskiej barki paliwowej.
- 1992:
  - Chiny i Turkmenistan nawiązały stosunki dyplomatyczne.
  - Prezydent Gruzji Zwiad Gamsachurdia został obalony w wyniku puczu przeprowadzonego przez paramilitarną organizację Mchedrioni(inne języki).
- 1994:
  - W Detroit amerykańska łyżwiarka figurowa Nancy Kerrigan została zraniona metalowym prętem w kolano przez osobnika wynajętego przez rywalkę z reprezentacji olimpijskiej Tonyę Harding.
  - W Nowym Orleanie zaginęła bez śladu 23-letnia prezenterka telewizyjna Ylenia Carrisi, córka Rominy Power i Al Bano Carrisiego.
- 1995:
  - W katastrofie lotniczej zginął dowódca sił lotniczych Iranu Mansour Sattari(inne języki) i 12 innych oficerów.
  - W stolicy Filipin Manili, w wyniku pożaru mieszkania zajmowanego przez terrorystów odkryto i udaremniono spisek na życie papieża Jana Pawła II oraz operację „Bojinka”, przewidującą wysadzenie 11 samolotów pasażerskich nad Pacyfikiem.
- 1998 – Odcięto głowę posągowi Małej Syrenki w kopenhaskim porcie.
- 2001 – Adam Małysz jako pierwszy Polak wygrał 49. Turniej Czterech Skoczni.
- 2004:
  - Prezydent Baszszar al-Asad jako pierwszy przywódca syryjski złożył wizytę w sąsiedniej Turcji.
  - Wiejący z prędkością przekraczającą 300 km/h huragan Heta całkowicie zdewastował wyspę Niue w Polinezji.
  - W podwójnym zamachu bombowym w afgańskim Kandaharze zginęło 16 osób, w tym 8 dzieci.
- 2005:
  - 7 żołnierzy amerykańskich jadących pojazdem opancerzonym zginęło w wyniku wybuchu przydrożnej bomby w Bagdadzie.
  - O godzinie 12:02 w szpitalu w Pekinie urodził się 1,3-miliardowy obywatel Chin.
- 2006 – Przyjęto nowy hymn Kazachstanu.
- 2007:
  - 10 osób zginęło, a 47 zostało rannych w samobójczym zamachu bombowym na autobus w mieście Meetiyagoda na Sri Lance.
  - Co najmniej 55 osób, w większości emigrantów, zginęło w serii ataków separatystów w indyjskim stanie Assam.
- 2009:
  - Operacja Płynny Ołów: co najmniej 30 cywilów zginęło w wyniku izraelskiego ostrzału prowadzonej przez UNRWA szkoły w obozie dla uchodźców w Strefie Gazy.
  - Po raz pierwszy nadano białoruski Order Wojskowej Chwały.
  - Rosyjsko-ukraiński konflikt gazowy: Gazprom odciął dostawy gazu do Chorwacji, Grecji, Bułgarii, Turcji i Macedonii oraz znacznie ograniczył do Austrii, Węgier i Rumunii.
  - Wenezuela wydaliła ambasadora Izraela w proteście przeciw operacji militarnej w Strefie Gazy.
- 2010 – 7 funkcjonariuszy milicji zginęło w samobójczym zamachu bombowym na komendzie w stolicy Dagestanu, Machaczkale.
- 2012:
  - Francuski trimaran „Banque Populaire V(inne języki)” pod dowództwem Loïcka Peyrona(inne języki) zakończył rejs wokółziemski w rekordowym czasie 45 dni, 13 godzin, 42 minut i 53 sekund.
  - Wojna domowa w Syrii: 25 osób zginęło, a 46 zostało rannych w zamachu bombowym na autobus przewożący policjantów w Damaszku.
- 2016 – Korea Północna przeprowadziła podziemną próbę jądrową.
- 2017 – Kamil Stoch zwyciężył a Piotr Żyła zajął drugie miejsce w 65. Turnieju Czterech Skoczni.
- 2018 – Kamil Stoch wygrał 66. Turniej Czterech Skoczni.
- 2019 – W soborze św. Jerzego w Stambule Patriarcha konstantynopolitański Bartłomiej I wręczył metropolicie Epifaniuszowi tomos o statusie autokefalii Kościoła Prawosławnego Ukrainy.
- 2020 – Dawid Kubacki wygrał 68. Turniej Czterech Skoczni.
- 2021:
  - Kamil Stoch wygrał 69. Turniej Czterech Skoczni.
  - Zwolennicy ustępującego prezydenta Donalda Trumpa przeprowadzili atak na Kapitol Stanów Zjednoczonych przed zatwierdzeniem przez Kongres zwycięstwa Joego Bidena w wyborach prezydenckich.
- 2022 – Protesty w Kazachstanie: po apelu prezydenta Kasyma-Żomarta Tokajewa do kraju wkroczyły pierwsze wojska krajów członkowskich Organizacji Układu o Bezpieczeństwie Zbiorowym.

## Urodzili się
- 1256 – Gertruda z Helfty, niemiecka benedyktynka, święta (zm. 1302)
- 1367 – Ryszard II, król Anglii (zm. 1400)
- 1412 – Joanna d’Arc, francuska patriotka, bohaterka narodowa, święta (zm. 1431)
- 1486 – Martin Agricola, niemiecki teoretyk muzyki (zm. 1556)
- 1488 – Helius Eobanus Hessus, niemiecki poeta (zm. 1540)
- 1493 – Olaus Petri, szwedzki pisarz, tłumacz (zm. 1552)
- 1500 – Jan z Ávili, hiszpański duchowny katolicki, franciszkanin, teolog, mistyk, święty (zm. 1569)
- 1555 – Melchior von Redern, niemiecki arystokrata, dowódca wojskowy (zm. 1600)
- 1561 – Thomas Fincke, duński matematyk, wykładowca akademicki (zm. 1656)
- 1580 – John Smith, angielski wojskowy, gubernator Wirginii, badacz wybrzeży Ameryki Północnej (zm. 1631)
- 1587 – Gaspar de Guzmán, hiszpański hrabia, polityk (zm. 1645)
- 1590 – Kasper Drużbicki, polski jezuita (zm. 1662)
- 1600 – Johann von Sporck, niemiecki generał (zm. 1679)
- 1621 – Joachim, rosyjski duchowny prawosławny, patriarcha moskiewski i całej Rusi (zm. 1690)
- 1650 – Mikołaj z Longobardi, włoski duchowny katolicki, święty (zm. 1709)
- 1653 – Chrystian, współksiążę Saksonii-Gotha-Altenburg, książę Saksonii-Eisenberg (zm. 1707)
- 1655 – Eleonora Magdalena von Pfalz-Neuburg, cesarzowa rzymsko-niemiecka (zm. 1720)
- 1662 – Robert Sutton, brytyjski arystokrata, polityk, dyplomata (zm. 1723)
- 1694 – Rafał Chyliński, polski franciszkanin, błogosławiony (zm. 1741)
- 1731 – Ludwik Eugeniusz Wirtemberski, książę Wirtembergii (zm. 1795)
- 1732 – Matija Antun Relković, chorwacki pisarz, lingwista (zm. 1798)
- 1738 – Friedrich Kasimir Medikus, niemiecki lekarz, botanik, ogrodnik (zm. 1808)
- 1745 – Jacques-Étienne Montgolfier, francuski współwynalazca balonu na gorące powietrze (zm. 1799)
- 1747 – Konstancja Benisławska, polska poetka (zm. 1806)
- 1749 – Marceli Poniński, polski szlachcic, polityk (zm. 1817)
- 1753 – Helena Radziwiłłowa, polska szlachcianka (zm. 1821)
- 1760 – Ion Budai-Deleanu, rumuński duchowny greckokatolicki, poeta, historyk, tłumacz (zm. 1820)
- 1766 – José Gaspar Rodríguez de Francia, paragwajski polityk, dyktator (zm. 1840)
- 1776 – Ferdinand von Schill, pruski dowódca wojskowy, bohater narodowy (zm. 1809)
- 1783:
  - Helena Lubomirska, polska księżna, malarka (zm. 1876)
  - Giuseppe Ugolini, włoski kardynał (zm. 1867)
- 1786 – Kasper del Bufalo, włoski duchowny katolicki, założyciel Zgromadzenia Misjonarzy Krwi Chrystusa, święty (zm. 1837)
- 1787 – Gaspard-Théodore-Ignace de la Fontaine, luksemburski prawnik, polityk, pierwszy premier Luksemburga (zm. 1871)
- 1788 – Louis de Cormenin, francuski adwokat, publicysta (zm. 1868)
- 1792 – Josef Gaisberger, austriacki archeolog, historyk, numizmatyk (zm. 1871)
- 1795 – Anselme Payen, francuski chemik (zm. 1871)
- 1797 – Edward Turner Bennett, brytyjski zoolog, pisarz (zm. 1836)
- 1798:
  - Melchior von Diepenbrock, niemiecki duchowny katolicki, biskup wrocławski, kardynał (zm. 1853)
  - Marie Dorval, francuska aktorka (zm. 1849)
- 1799:
  - Ignacy Marceli Kruszewski, polski i belgijski generał (zm. 1879)
  - Jedediah Smith, amerykański traper, podróżnik (zm. 1831)
- 1800 – Teodor Baltazar Stachowicz, polski malarz (zm. 1873)
- 1801:
  - Ludwik Edward Cestac, francuski duchowny katolicki, błogosławiony (zm. 1868)
  - Dominik Lisiecki, polski prawnik, dziennikarz, poeta, tłumacz (zm. 1846)
- 1802:
  - Kasper Borowski, polski duchowny katolicki, biskup łucko-żytomierski i płocki (zm. 1885)
  - Ion Heliade-Rădulescu, rumuński polityk, filolog, poeta, prozaik, tłumacz (zm. 1872)
  - Jan Gabriel Perboyre, francuski misjonarz, męczennik, święty (zm. 1840)
  - Seweryn Zdzitowiecki, polski chemik, metalurg (zm. 1879)
- 1803 – Henri Herz, niemiecki pianista, kompozytor, pedagog (zm. 1888)
- 1804 – Józef Mianowski, polski lekarz, działacz społeczny, rzeczywisty radca stanu, wykładowca akademicki (zm. 1879)
- 1805:
  - (lub 7 stycznia) Ludwik Geyer, polski przemysłowiec pochodzenia niemieckiego (zm. 1869)
  - Ewelina Hańska, polska szlachcianka, żona Honoré de Balzaca (zm. 1882)
  - Charles J. Jenkins, amerykański polityk (zm. 1883)
- 1806 – Helena Romanowa, wielka księżna Rosji (zm. 1873)
- 1807 – József Petzval, węgierski matematyk, fizyk, wynalazca (zm. 1891)
- 1810:
  - Pierre Bataillon, francuski duchowny katolicki, misjonarz, wikariusz apostolski Środkowej Oceanii (zm. 1877)
  - Konstantin von Kügelgen, niemiecki malarz (zm. 1880)
- 1811:
  - Owen Lovejoy, amerykański polityk (zm. 1864)
  - Charles Sumner, amerykański polityk, abolicjonista (zm. 1874)
- 1813:
  - Hipolit Cegielski, polski filolog, przemysłowiec, działacz społeczny, dziennikarz, polityk (zm. 1868)
  - Paulus Melchers, niemiecki duchowny katolicki, arcybiskup metropolita Kolonii, kardynał (zm. 1895)
- 1814 – August Chapdelaine, francuski misjonarz, męczennik, święty (zm. 1856)
- 1815 – Julius Pintsch, niemiecki przedsiębiorca (zm. 1884)
- 1816 – Johann Ritter von Friedel, austriacki generał major (zm. 1898)
- 1820 – Julian Ankiewicz, polski architekt (zm. 1903)
- 1822 – Heinrich Schliemann, niemiecki archeolog amator (zm. 1890)
- 1828 – Herman Grimm, niemiecki historyk sztuki, pisarz (zm. 1901)
- 1830 – Alfred Hegar, niemiecki lekarz, chirurg, ginekolog (zm. 1914)
- 1832:
  - Gustave Doré, francuski malarz, grafik, rzeźbiarz (zm. 1883)
  - Lodovico Jacobini, włoski kardynał, dyplomata, sekretarz stanu Stolicy Apostolskiej (zm. 1887)
- 1836 – Kazimierz Ruszkiewicz, polski duchowny katolicki, biskup warszawski (zm. 1925)
- 1837:
  - Juan Lindolfo Cuestas, urugwajski polityk, prezydent Urugwaju (zm. 1905)
  - Fryderyk Wilhelm Schweikert, polski przemysłowiec pochodzenia niemieckiego (zm. 1902)
- 1838 – Max Bruch, niemiecki kompozytor, dyrygent (zm. 1920)
- 1839 – Henryk Bukowski, polski antykwariusz, uczestnik powstania styczniowego (zm. 1900)
- 1840 – Helmuth von Maltzahn, niemiecki polityk (zm. 1923)
- 1847 – Milovan Glišić, serbski prozaik, dramaturg (zm. 1908)
- 1848 – Christo Botew, bułgarski poeta (zm. 1876)
- 1850:
  - Eduard Bernstein, niemiecki polityk (zm. 1932)
  - Adam Krechowiecki, polski prozaik, dramaturg, krytyk literacki (zm. 1919)
  - Konstanty Moes-Oskragiełło, polski uzdrowiciel, okultysta (zm. 1910)
  - Franz Xaver Scharwenka, niemiecki pianista, kompozytor pochodzenia polskiego (zm. 1924)
  - Witold Zglenicki, polski geolog, nafciarz, filantrop (zm. 1904)
- 1852:
  - Stanisław Olszewski, polski wynalazca, inżynier, pionier spawalnictwa, przedsiębiorca, filantrop (zm. 1898)
  - Mieczysław Telesfor Urbański, polski ziemianin, polityk (zm. 1944)
- 1853:
  - Szymon Buchbinder, polski malarz pochodzenia żydowskiego (zm. 1922)
  - Woodbridge Nathan Ferris, amerykański polityk, senator (zm. 1928)
  - Jan Kacper Wdowiszewski, polski architekt (zm. 1904)
- 1855 – Robert M. Lively, amerykański polityk (zm. 1929)
- 1857 – Hugh Mahon, australijski polityk (zm. 1931)
- 1859:
  - Samuel Alexander, brytyjski filozof pochodzenia żydowskiego (zm. 1938)
  - Alfred Baudrillart, francuski kardynał (zm. 1942)
- 1861 – Victor Horta, belgijski architekt (zm. 1947)
- 1862 – August Oetker, niemiecki aptekarz, przedsiębiorca, wynalazca (zm. 1918)
- 1864 – Patrick Clune, irlandzki duchowny katolicki, biskup Perth (zm. 1935)
- 1865:
  - Nikołaj Marr, gruziński archeolog, językoznawca pochodzenia szkockiego (zm. 1934)
  - Nikoła Żekow, bułgarski generał, kolaborant III Rzeszy (zm. 1949)
- 1868 – Vittorio Monti, włoski skrzypek, kompozytor, dyrygent (zm. 1922)
- 1869 – Antoni Rewera, polski duchowny katolicki, męczennik, błogosławiony (zm. 1942)
- 1870 – Gustav Bauer, niemiecki polityk, kanclerz Niemiec (zm. 1944)
- 1872 – Aleksandr Skriabin, rosyjski kompozytor, pianista (zm. 1915)
- 1874 – Fred Niblo, amerykański reżyser filmowy, aktor (zm. 1948)
- 1876 – Rajmund Czerny, polski operator filmowy (zm. 1954)
- 1878:
  - Hastings Lees-Smith, brytyjski polityk (zm. 1941)
  - Carl Sandburg, amerykański pisarz pochodzenia szwedzkiego (zm. 1967)
  - Antoni Zimniak, polski duchowny katolicki, biskup pomocniczy częstochowski (zm. 1943)
- 1880:
  - Hendrik Kersken, holenderski żeglarz sportowy (zm. 1967)
  - Tom Mix, amerykański aktor, reżyser filmowy (zm. 1940)
- 1881 – Ion Minulescu, rumuński pisarz, dziennikarz (zm. 1944)
- 1882:
  - Aleksandra Ekster, artystka, projektantka, pedagog (zm. 1949)
  - Ivan Olbracht, czeski pisarz, dziennikarz (zm. 1952)
  - Fan Noli, albański duchowny prawosławny, polityk, tłumacz, kompozytor, premier Albanii (zm. 1965)
  - Sam Rayburn, amerykański polityk (zm. 1961)
- 1883 – Khalil Gibran, libański pisarz, malarz (zm. 1931)
- 1886:
  - Erik Bergström, szwedzki piłkarz (zm. 1966)
  - Stefan Rosental, polski neurolog, psychiatra pochodzenia żydowskiego (zm. 1917)
- 1887:
  - Pawieł Blachin, radziecki polityk, pisarz (zm. 1961)
  - Berthe Bovy, belgijska aktorka (zm. 1977)
  - Christo Łukow, bułgarski generał porucznik, polityk (zm. 1943)
- 1888 – Anna Braude-Hellerowa, polska pediatra, działaczka społeczna (zm. 1943)
- 1890 – Georges Rigal, francuski pływak, piłkarz wodny (zm. 1974)
- 1891 – Stanisław Gruszczyński, polski śpiewak operowy (tenor), aktor (zm. 1959)
- 1892:
  - Ludwig Berger(inne języki), niemiecki reżyser filmowy (zm. 1969)
  - Adam Stankiewicz, białoruski duchowny katolicki, pisarz (zm. 1949)
- 1893 – Wiktor Pawłowicz, polski oficer, kawaler Orderu Virtuti Militari (zm. 1961)
- 1895 – Mikołaj Alików, polski oficer, kawaler Orderu Virtuti Militari (zm. 1971)
- 1897:
  - Ferenc Szálasi, węgierski polityk, przywódca Węgier, kolaborant III Rzeszy (zm. 1946)
  - Péter Veres, węgierski pisarz i polityk (zm. 1970)
- 1898 – Wołodymyr Sosiura, ukraiński pisarz (zm. 1965)
- 1899:
  - Alphonse Castex, francuski rugbysta (zm. 1969)
  - Phyllis Haver, amerykańska aktorka (zm. 1960)
- 1900:
  - Alaksandr Adamowicz, białoruski działacz komunistyczny (zm. 1937)
  - Maria Hohenzollern-Sigmaringen, królowa Jugosławii (zm. 1961)
  - Friedrich Schiedat, niemiecki prawnik, burmistrz Olsztyna (zm. 1966)
- 1901:
  - Johanna de Boer, holenderska florecistka (zm. 1984)
  - Grigorij Kosiaczenko, radziecki polityk (zm. 1983)
  - Henryk Kubalski, polski aktor (zm. 1956)
- 1902:
  - Arje Altman, izraelski polityk (zm. 1982)
  - Margaret Woodbridge, amerykańska pływaczka (zm. 1995)
- 1903:
  - Maurice Abravanel, amerykański dyrygent pochodzenia greckiego (zm. 1993)
  - Patrick Lyons, australijski duchowny katolicki, biskup Christchurch, biskup Sale (zm. 1967)
  - Wasilij Zakurdajew, radziecki polityk (zm. 1974)
- 1904:
  - Czesław Krug, polski piłkarz, trener (zm. 1981)
  - Me’ir-Dawid Lewenstein, izraelski rabin, polityk (zm. 1995)
  - Wojciech Piotrowski, polski architekt (zm. 1983)
- 1905 – Baltasar Albéniz, hiszpański trener piłkarski (zm. 1978)
- 1906 – Jan Szczawiej, polski poeta (zm. 1983)
- 1907:
  - Stefania Górska, polska aktorka (zm. 1986)
  - Dionisio Mejía, meksykański piłkarz (zm. 1963)
  - Adalbert Püllöck, rumuński piłkarz, bramkarz pochodzenia niemieckiego (zm. 1977)
- 1909:
  - Josef Kratochvíl, czeski zoolog (zm. 1992)
  - Mosze Sneh, izraelski polityk (zm. 1972)
- 1910:
  - Kid Chocolate, kubański bokser (zm. 1988)
  - Józef Kurzawa, polski duchowny katolicki, męczennik, błogosławiony (zm. 1940)
  - Wright Morris, amerykański pisarz (zm. 1998)
- 1911:
  - Friedrich Hendrix, niemiecki lekkoatleta, sprinter (zm. 1941)
  - Nikołaj Kriuczkow, rosyjski aktor (zm. 1994)
  - Kazimierz Rudzki, polski aktor, reżyser teatralny (zm. 1976)
  - Jan Wasiewicz, polski piłkarz (zm. 1976)
- 1912:
  - Jacques Ellul, francuski historyk, teolog, socjolog (zm. 1994)
  - Danny Thomas, amerykański aktor, piosenkarz (zm. 1991)
- 1913:
  - Tom Brown, amerykański aktor (zm. 1990)
  - Edward Gierek, polski polityk i działacz komunistyczny, I sekretarz KC PZPR (zm. 2001)
  - Loretta Young, amerykańska aktorka (zm. 2000)
- 1914 – Stanisław Konczyński, polski działacz podziemia antykomunistycznego (zm. 1950)
- 1915:
  - Ibolya Csák, węgierska lekkoatletka, skoczkini wzwyż (zm. 2006)
  - John Lilly, amerykański psychiatra, psychoanalityk, filozof, pisarz (zm. 2001)
  - Franciszek Nowak, polski związkowiec, polityk, poseł na Sejm PRL (zm. 2003)
  - Alan Watts, brytyjski filozof, pisarz (zm. 1973)
- 1916 – Stanisław Barzdo, polski porucznik nawigator (zm. 1942)
- 1917:
  - Koo Chen-fu, tajwański przedsiębiorca, dyplomata (zm. 2005)
  - Stanisław Janusz Sosabowski, polski lekarz, porucznik Kedywu AK, uczestnik powstania warszawskiego (zm. 2000)
- 1918 – Hollis Chenery, amerykański ekonomista, wykładowca akademicki (zm. 1994)
- 1919:
  - Roy Cochran, amerykański lekkoatleta, sprinter i płotkarz (zm. 1981)
  - Jerzy Nomarski, polski fizyk, optyk, konstruktor (zm. 1997)
- 1920:
  - Josep Facerias, hiszpański anarchista (zm. 1957)
  - Jan Górec-Rosiński, polski poeta, prozaik, publicysta (zm. 2012)
  - Anna Masłowska, radziecka partyzantka, czerwonoarmistka (zm. 1980)
  - John Maynard Smith, brytyjski biolog (zm. 2004)
  - Aleksandër Prosi, albański aktor (zm. 1985)
- 1921:
  - Zygmunt Kiszkurno, polski strzelec sportowy (zm. 2012)
  - Wolfgang Lotz, izraelski agent Mosadu (zm. 1993)
- 1922:
  - Lidia Croce, włoska działaczka społeczna (zm. 2015)
  - Eusebio Tejera, urugwajski piłkarz (zm. 2002)
- 1923:
  - Tadeusz Aleksandrowicz(inne języki), polski reżyser teatralny i telewizyjny (zm. 2017)
  - Norman Kirk, nowozelandzki polityk, premier Nowej Zelandii (zm. 1974)
  - Edward Materski, polski duchowny katolicki, biskup radomski (zm. 2012)
- 1924:
  - Olga Scherer, polska pisarka, historyk i teoretyk literatury, tłumaczka (zm. 2001)
  - Earl Scruggs, amerykański muzyk country i bluegrass, wirtuoz banjo (zm. 2012)
- 1925:
  - John DeLorean, amerykański przedsiębiorca pochodzenia rumuńskiego (zm. 2005)
  - Jane Harvey, amerykańska piosenkarka (zm. 2013)
  - Kim Dae-jung, południowokoreański polityk, prezydent Korei Południowej, laureat Pokojowej Nagrody Nobla (zm. 2009)
- 1926:
  - Fernand Guillou, francuski koszykarz (zm. 2009)
  - Mickey Hargitay, węgierski aktor, kulturysta (zm. 2006)
  - Maria Phon, tajska męczennica i błogosławiona katolicka (zm. 1940)
  - Enzo Sacchi, włoski kolarz szosowy i torowy (zm. 1988)
- 1927:
  - Józef Mika, polski żołnierz AK i NSZ, uczestnik podziemia antykomunistycznego (zm. 1951)
  - Kazimierz Szablewski, polski historyk, dyplomata (zm. 2008)
- 1928:
  - Péter Bacsó(inne języki), węgierski reżyser filmowy (zm. 2009)
  - Capucine, francuska aktorka, modelka (zm. 1990)
  - Józef Hałasa, polski biolog, immunolog, wykładowca akademicki, polityk, senator RP
  - Ewa Lassek, polska aktorka (zm. 1990)
  - Stanisław Sudoł, polski ekonomista, teoretyk zarządzania (zm. 2020)
- 1929:
  - Stefan Angielski, polski lekarz, profesor nauk medycznych (zm. 2022)
  - Babrak Karmal, afgański polityk, prezydent Afganistanu (zm. 1996)
  - Józefa Kobylińska, polska profesor doktor habilitowana filologii polskiej
  - Lucjan Kydryński, polski dziennikarz, konferansjer (zm. 2006)
- 1930:
  - Alfonso Brescia(inne języki), włoski reżyser filmowy (zm. 2001)
  - Cezary Leżeński, polski pisarz, dziennikarz (zm. 2006)
- 1931:
  - Alicja Cmoluchowa, polska herpetolog, wykładowczyni akademicka
  - E.L. Doctorow, amerykański pisarz (zm. 2015)
  - Juan Goytisolo, hiszpański pisarz (zm. 2017)
  - Daniel Luliński, polski dziennikarz, publicysta
  - Józef Wieczorek, polski piłkarz (zm. 2003)
- 1932:
  - José Saraiva Martins, portugalski kardynał
  - Max Streibl, niemiecki polityk, premier Bawarii (zm. 1998)
- 1933:
  - Leszek Drogosz, polski bokser, aktor (zm. 2012)
  - Mark Forest, amerykański kulturysta, aktor, śpiewak operowy, nauczyciel śpiewu (zm. 2022)
  - Janina Kabulska, polska siatkarka (zm. 2008)
  - Helena Kowalska, polska aktorka
  - Jadwiga Kukułczanka, polska poetka, tłumaczka (zm. 2020)
  - Oleg Makarow, radziecki inżynier-mechanik, kosmonauta (zm. 2003)
  - Ewa Najwer, polska pisarka, poetka, krytyk literacki (zm. 2019)
  - Emil Steinberger(inne języki), szwajcarski aktor
  - Justo Tejada, hiszpański piłkarz (zm. 2021)
  - Zofia Walasek, polska lekkoatletka, biegaczka średniodystansowa (zm. 2022)
- 1934:
  - Andrzej Ruszkarski, polski inżynier mechanik, działacz partyjny i państwowy, wiceminister hutnictwa i przemysłu maszynowego (zm. 2025)
  - Lucjan Sosnowski, polski zapaśnik (zm. 1999)
  - Sylvia Syms, brytyjska aktorka (zm. 2023)
- 1935:
  - Jędrzej Bukowski, polski romanista, tłumacz, dyplomata
  - Otmar Franz, niemiecki ekonomista, polityk, eurodeputowany
  - Margarita Gómez-Acebo, hiszpańska arystokratka
  - Marian Kwapisz, polski matematyk, wykładowca akademicki (zm. 2022)
  - Jerzy Marchwiński, polski pianista, kameralista, pedagog muzyczny (zm. 2023)
  - Reinhold Pommer, niemiecki kolarz szosowy (zm. 2014)
  - Zbigniew Wronkowski, polski onkolog, profesor nauk medycznych (zm. 2021)
  - Kacper Zalewski, polski fizyk teoretyk, wykładowca akademicki
- 1936:
  - Anton Allemann, szwajcarski piłkarz (zm. 2008)
  - Darlene Hard, amerykańska tenisistka (zm. 2021)
  - Aleksander Kobyliński, polski pieśniarz, gitarzysta, kompozytor, bard, działacz społeczny (zm. 2025)
  - Antonio López García, hiszpański malarz, rzeźbiarz
  - Julio María Sanguinetti, urugwajski polityk, prezydent Urugwaju
- 1937:
  - Luigi Arienti, włoski kolarz szosowy i torowy (zm. 2024)
  - Paolo Conte, włoski piosenkarz
  - Ludvík Daněk, czeski lekkoatleta, dyskobol (zm. 1998)
  - Harri Holkeri, fiński polityk, premier Finlandii (zm. 2011)
  - Jan Mozrzymas, polski fizyk teoretyczny (zm. 2006)
- 1938:
  - Adriano Celentano, włoski piosenkarz, aktor
  - Karl-Heinz Kunde, niemiecki kolarz szosowy (zm. 2018)
  - Wasyl Stus, ukraiński poeta, krytyk literacki, publicysta (zm. 1985)
  - Łarisa Szepitko, białoruska reżyserka i scenarzystka filmowa (zm. 1979)
- 1939:
  - Hanna Boratyńska(inne języki), polska aktorka
  - Walery Łobanowski, ukraiński piłkarz, trener (zm. 2002)
  - Henri Nallet, francuski politolog, polityk, minister rolnictwa i leśnictwa, minister sprawiedliwości (zm. 2024)
  - Murray Rose, australijski pływak (zm. 2012)
  - Andrzej Śliwiński, polski duchowny katolicki, biskup elbląski (zm. 2009)
- 1940:
  - Chung Shin-cho, południowokoreański bokser
  - Van McCoy(inne języki), amerykański muzyk, producent muzyczny (zm. 1979)
  - Alicja Wołodźko-Butkiewicz, polska tłumaczka, profesor nauk humanistycznych (zm. 2022)
  - Ed Zschau, amerykański polityk
- 1941:
  - Aleksander Bednarz, polski aktor (zm. 2013)
  - Hennadij Błyznecow, ukraiński lekkoatleta, tyczkarz
  - Philippe Busquin, belgijski i waloński polityk
  - Manfred Matuszewski, polski kolarz szosowy i przełajowy, trener (zm. 2018)
- 1942:
  - Josef Matouš, czeski skoczek narciarski (zm. 1999)
  - Aleksander Ochocki, polski filozof, wykładowca akademicki (zm. 2019)
  - Guire Poulard, haitański duchowny katolicki, arcybiskup Port-au-Prince (zm. 2018)
- 1943:
  - Jerzy Domaradzki, polski scenarzysta i reżyser filmowy
  - Wilhelm Kuhweide, niemiecki żeglarz sportowy
  - Petr Nemšovský, czeski lekkoatleta, trójskoczek i skoczek w dal (zm. 2020)
  - Osvaldo Soriano, argentyński pisarz, dziennikarz (zm. 1997)
  - Terry Venables, angielski piłkarz, trener (zm. 2023)
- 1944:
  - Bonnie Franklin, amerykańska aktorka (zm. 2013)
  - Tadeusz Stefan Lewandowski, polski związkowiec, polityk, poseł na Sejm i senator RP (zm. 2021)
  - Alan Stivell, francuski muzyk
  - Rolf Zinkernagel, szwajcarski immunolog, laureat Nagrody Nobla
- 1945:
  - Tadeusz Baranowski, polski rysownik, twórca komiksów
  - Saturnino Osorio, salwadorski piłkarz (zm. 1980)
  - Jerzy Zakrzewski, polski prawnik, polityk, poseł na Sejm RP
- 1946:
  - Syd Barrett, brytyjski gitarzysta, członek zespołu Pink Floyd, malarz (zm. 2006)
  - Lotfi Dziri, tunezyjski aktor (zm. 2013)
  - Lilla Kulka, polska artystka, twórczyni tkaniny artystycznej, pedagog
  - Stefan Kwiatkowski, polski historyk, wykładowca akademicki (zm. 2022)
  - Eulalia Rolińska, polska strzelczyni sportowa
- 1947:
  - Halina Balaszczuk, polska historyk, bibliotekarka (zm. 1986)
  - Sandy Denny, brytyjska wokalistka, członkini zespołu Fairport Convention (zm. 1978)
  - Andréa Ferréol, francuska aktorka
  - Ian Millar, kanadyjski jeździec sportowy
  - Owen Pinnell, nowozelandzki bobsleista
- 1948:
  - Hilarion, rosyjski duchowny prawosławny, metropolita wschodnioamerykański i nowojorski (zm. 2022)
  - Teresa Marczewska, polska aktorka
  - Piotr Skarga, polski aktor
  - Jan Widacki, polski prawnik, adwokat, dyplomata
  - Bob Wise, amerykański polityk
- 1949:
  - Rudolf van den Berg, holenderski reżyser i scenarzysta filmowy (zm. 2025)
  - Mike Boit, kenijski lekkoatleta, średniodystansowiec
  - Andrzej Kisielewicz, polski prawnik, wykładowca akademicki, urzędnik państwowy
  - Daniel Kroupa, czeski filozof, działacz opozycji antykomunistycznej, polityk
- 1950:
  - Tamara Łochankina, litewska nauczycielka, działaczka samorzadowa pochodzenia rosyjskiego
  - Richard Norton, australijski karateka, aktor, kaskader, choreograf i trener sztuk walki (zm. 2025)
  - Irena Petryna, polska nauczycielka, polityk, poseł na Sejm RP
  - Jerzy Skubis, polski inżynier, profesor nauk technicznych
  - Erika Weinstein, niemiecka lekkoatletka, sprinterka i płotkarka
- 1951:
  - Ahron Daum, izraelski rabin, pisarz, pedagog (zm. 2018)
  - Margarita Gerasimowa, bułgarska siatkarka
  - Cataldo Naro, włoski duchowny katolicki, arcybiskup Monreale (zm. 2006)
  - Kim Wilson, amerykański muzyk, wokalista, członek zespołu The Fabulous Thunderbirds(inne języki)
  - Ryszard Zając, polski rzeźbiarz, muzyk
- 1952:
  - Jesús María Cizaurre Berdonces, hiszpański duchowny katolicki, biskup Bragança do Pará
  - Jiichirō Date, japoński zapaśnik (zm. 2018)
  - Douglas Deshotel, amerykański duchowny katolicki, biskup Lafayette
  - Denis Moutel, francuski duchowny katolicki, biskup Saint-Brieuc
  - Herman Portocarero, belgijski pisarz, dyplomata
  - Frank Sivero, amerykański aktor pochodzenia włoskiego
  - Urszula Soszka, polska lekkoatletka, sprinterka
- 1953:
  - Aleksander Białous, polski muzyk, kompozytor, aranżer
  - Rajisa Bohatyriowa, ukraińska lekarka, polityk
  - Noel Dempsey, irlandzki polityk
  - Ian Frazer, australijski immunolog pochodzenia szkockiego
  - Tomislav Ivčić, chorwacki piosenkarz, autor tekstów, polityk (zm. 1993)
  - Manfred Kaltz, niemiecki piłkarz
  - Andrzej Krzepkowski, polski pisarz science fiction (zm. 1990)
  - Ayhan Taşkın, turecki zapaśnik
  - Malcolm Young, australijski gitarzysta, członek zespołu AC/DC pochodzenia szkockiego (zm. 2017)
- 1954:
  - Marta Gogłuska-Jerzyna, polska malarka, rysowniczka, poetka
  - Norbert Hahn, niemiecki saneczkarz
  - Yūji Horii, japoński mangaka
  - Jalle Jungnell, szwedzki curler
  - Krzysztof Majchrzak, polski basista jazzowy, członek zespołu Tie Break
  - Anthony Minghella, brytyjski reżyser filmowy, dramaturg (zm. 2008)
  - Luis Ramírez Zapata, salwadorski piłkarz
  - Trudie Styler, brytyjska aktorka, producentka filmowa
  - Tomasz Zieliński, polski kardiolog
- 1955:
  - Rowan Atkinson, brytyjski aktor, komik
  - Arthur Bostrom, brytyjski aktor
  - Richard Corbett, brytyjski polityk, eurodeputowany
  - Kevin Cosgrove, amerykański pracownik biurowy (zm. 2001)
  - Wojciech Ehrenfeucht, polski szachista, trener (zm. 2002)
  - Jean-Pierre Frey, szwajcarski kierowca wyścigowy
  - Maciej Gudowski, polski lektor
  - Slavoljub Marjanović, serbski szachista, trener
  - Anatolij Szelest, rosyjski piłkarz, trener pochodzenia ukraińskiego
- 1956:
  - Ivan Bizjak, słoweński matematyk, polityk, minister spraw wewnętrznych, minister sprawiedliwości, rzecznik praw obywatelskich (zm. 2023)
  - Byeon Gyeong-ja, południowokoreańska siatkarka
  - Tscheu La Ling, holenderski piłkarz pochodzenia chińskiego
  - Dżantörö Satybałdijew, kirgiski polityk, premier Kirgistanu
  - Justin Welby, brytyjski duchowny anglikański, arcybiskup Canterbury, prymas całej Anglii, lord duchowny w Izbie Lordów, zwierzchnik światowej Wspólnoty Anglikańskiej
  - Jan Zabielski, polski geodeta, samorządowiec, polityk, wicewojewoda podlaski
  - Loreta Zakarevičienė, litewska fizyk, polityk, dyplomata (zm. 2022)
- 1957:
  - Bernard Benton, amerykański bokser
  - Elżbieta Ciaszkiewicz, polska siatkarka
  - Michael Foale, brytyjsko-amerykański astrofizyk, astronauta
  - Dietmar Köster, niemiecki polityk, eurodeputowany
  - Juan Antonio Menéndez Fernández, hiszpański duchowny katolicki, biskup Astorgi (zm. 2019)
- 1958:
  - Scott Bryce, amerykański aktor
  - Margus Hanson, estoński ekonomista, polityk
  - Ludmiła Putina, rosyjska była pierwsza dama
  - Elżbieta Radziszewska, polska lekarka, polityk, poseł na Sejm RP
  - Krzysztof Woliński, polski trener lekkoatletyki, działacz sportowy (zm. 2008)
- 1959:
  - Adam Chmielewski, polski filozof
  - Hasan Dijab, libański polityk, premier Libanu
  - Andrzej Sitnik, polski nauczyciel, samorządowiec, prezydent Siedlec
  - Fuyumi Sōryō, japońska mangaka
  - Krzysztof Zawadzki(inne języki), polski perkusista jazzowy, członek zespołu Walk Away
- 1960:
  - Ademir, brazylijski piłkarz
  - Ołeksandr Feldman, ukraiński przedsiębiorca, polityk pochodzenia żydowskiego
  - Mark Gorski, amerykański kolarz torowy
  - Kari Jalonen, fiński hokeista, trener
  - Krzysztof Kawęcki, polski historyk, politolog, publicysta, polityk, wiceminister edukacji narodowej
  - Nigella Lawson, brytyjska dziennikarka, autorka książek kucharskich, prezenterka telewizyjna
  - Joaquim Giovanni Mol Guimarães, brazylijski duchowny katolicki, biskup pomocniczy Belo Horizonte
  - Anaclet Wamba, kongijski bokser
- 1961:
  - Eugeniusz Bedeniczuk, polski lekkoatleta, trójskoczek (zm. 2023)
  - Dražen Bošnjaković, chorwacki prawnik, polityk
  - Harriet van Ettekoven, holenderska wioślarka
  - Marian Janoszka, polski piłkarz, trener
  - Linas Linkevičius, litewski polityk, dyplomata
- 1962:
  - Phil Brown, brytyjski lekkoatleta, sprinter
  - Kim Won-gi, południowokoreański zapaśnik (zm. 2017)
  - Ryszard Kuźma, polski piłkarz, trener
  - Roberto Limonta, kubański zapaśnik
  - Daniel Mahrer, szwajcarski narciarz alpejski
  - Max Leroy Mésidor, haitański duchowny katolicki, arcybiskup Cap-Haïtien
  - Andrzej Michałek, polski historyk, bronioznawca, pisarz (zm. 2007)
- 1963:
  - Tony Halme, fiński zapaśnik, zawodnik MMA, polityk (zm. 2010)
  - Paul Kipkoech, kenijski lekkoatleta, długodystansowiec (zm. 1995)
  - Bożena Książek, polska kajakarka
  - Karen Mowsisjan, ormiański szachista
- 1964:
  - Siergiej Kuzniecow, rosyjski muzyk, kompozytor, autor tekstów, członek zespołu Łaskowyj Maj (zm. 2022)
  - Henry Maske, niemiecki bokser
  - Marek Rzepka, polski piłkarz
  - Piotr Rzymyszkiewicz, polski aktor
  - Ken Walibora, kenijski pisarz, dziennikarz telewizyjny, tłumacz (zm. 2020)
  - Marek Wojtczak, polski basista, kontrabasista, członek Zespołu Reprezentacyjnego
- 1965:
  - Marco Branca, włoski piłkarz
  - Tuija Braxˌ, fińska prawnik, polityk
  - Andrzej Gawron, polski przedsiębiorca, polityk, poseł na Sejm RP
  - Alfredo Graciani(inne języki), argentyński piłkarz (zm. 2021)
  - Andriej Kozłow, rosyjski ekonomista, bankowiec (zm. 2006)
  - Mats Rosenhed, szwedzki curler
  - Christine Wachtel, niemiecka lekkoatletka, biegaczka średniodystansowa
- 1966:
  - Attilio Lombardo, włoski piłkarz
  - A.R. Rahman, indyjski kompozytor, twórca muzyki filmowej
  - Javier Weber, argentyński siatkarz, trener
- 1967:
  - Dmytro Andrijewski, ukraiński przedsiębiorca, polityk
  - Fátima Báñez, hiszpańska prawniczka, ekonomistka, polityk
  - DJ Dado, włoski didżej, kompozytor, producent muzyczny
  - Marcel Gerritsen, holenderski kolarz górski, szosowy i przełajowy
  - André Gueye, senegalski duchowny katolicki, biskup Thiès
  - Paweł Hajncel, polski malarz, rysownik, performer
  - Irina Muszaiłowa, rosyjska lekkoatletka, skoczkini w dal
  - Mariusz Trepka, polski polityk, poseł na Sejm RP, wicewojewoda śląski
- 1968:
  - John Singleton, amerykański reżyser, scenarzysta i producent filmowy (zm. 2019)
  - Gábor Szetey, węgierski polityk
  - Mel Rey Uy, filipiński duchowny katolicki, biskup Luceny
- 1969:
  - Ilie Dumitrescu, rumuński piłkarz, trener
  - Vincenzo Natali, amerykańsko-kanadyjski scenarzysta i reżyser filmowy
  - Norman Reedus, amerykański aktor
- 1970:
  - Leonardo Astrada, argentyński piłkarz
  - Janusz Borzucki, polski muzyk, członek zespołów Gang Olsena i Dżem
  - Fernando Carrillo, wenezuelski aktor, piosenkarz, model
  - Canko Cwetanow, bułgarski piłkarz
  - Remigiusz Kaszubski, polski prawnik (zm. 2012)
  - Radoslav Látal, czeski piłkarz, trener
  - Ahmad Madani, saudyjski piłkarz
  - Joanna Strzelecka, polska producentka filmowa
- 1971:
  - Choi Moon-sik, południowokoreański piłkarz, trener
  - Rita Ináncsi, węgierska lekkoatletka, wieloboistka
  - Darius Maskoliūnas, litewski koszykarz, trener
  - Andrzej Piaseczny, polski piosenkarz, autor tekstów, aktor
  - Karin Slaughter, amerykańska pisarka
- 1972:
  - Andrzej Adamek, polski koszykarz, trener
  - Izabela Łapińska, polska artystka fotograf, pedagog
  - Nek, włoski piosenkarz
  - Pascal Nouma, francuski piłkarz
- 1973:
  - Maciej Badora, polski adwokat, menedżer, polityk, poseł na Sejm RP
  - Jacqui Cooper, australijska narciarka dowolna
  - Tomasz Oświeciński, polski trener personalny, aktor niezawodowy
  - Zbigniew Podlipni, polski hokeista, trener
  - Edoardo Ponti, włoski reżyser i scenarzysta filmowy
  - Arkadiusz Trochanowski, polski duchowny greckokatolicki, biskup eparchii olsztyńsko-gdańskiej
- 1974:
  - Jorge Aizkorreta, hiszpański piłkarz, bramkarz narodowości baskijskiej
  - Paolo Camossi, włoski lekkoatleta, trójskoczek
  - Fernando Correa, urugwajski piłkarz
  - Thomas Rytter, duński piłkarz, trener
  - Jarosław Olech, polski trójboista siłowy
  - Romain Sardou(inne języki), francuski pisarz
  - Xiong Ni, chiński skoczek do wody
- 1975:
  - Trond Andersen, norweski piłkarz
  - Tarek Ghoul, algierski piłkarz
  - Andrzej Hordyj, polski ekonomista, samorządowiec, burmistrz Bielawy
  - Josico, hiszpański piłkarz
  - Jeremy Linn, amerykański pływak
  - Paweł Okraska, polski aktor
  - Ricardo Santos, brazylijski siatkarz plażowy
  - Marek Uleryk, polski funkcjonariusz BOR (zm. 2010)
  - Jacek Wojaczek, polski rugbysta
- 1976:
  - Johnny Yong Bosch, amerykański aktor, zawodnik sztuk walki, muzyk
  - Chun Lee-kyung, południowokoreańska łyżwiarka szybka, specjalistka short tracku
  - Johan Davidsson, szwedzki hokeista
  - David Di Michele, włoski piłkarz
  - Danny Pintauro, amerykański aktor
  - Judith Rakers, niemiecka dziennikarka, prezenterka radiowa i telewizyjna
  - Agnieszka Stelmaszyk, polska pisarka, podróżniczka
  - Agnieszka Zielińska, polska laureatka konkursów piękności, modelka, notariusz
- 1977:
  - Miroslav Beblavý, słowacki ekonomista, wykładowca akademicki, polityk
  - Adam Bodnar, polski prawnik, działacz społeczny, polityk, rzecznik praw obywatelskich, senator RP, minister sprawiedliwości i prokurator generalny pochodzenia ukraińskiego
  - Tom Boxer, rumuński didżej, producent muzyczny, kompozytor
  - Daniel Chapo, mozambicki prawnik, wykładowca akademicki, polityk, prezydent Mozambiku
  - Laurent Delahaye, francuski kierowca wyścigowy
  - Emily Hoyos, belgijska działaczka samorządowa, polityk
  - Jarosław Wierczuk, polski kierowca wyścigowy
- 1978:
  - Ignas Dedura, litewski piłkarz
  - Renaud Dion, francuski kolarz szosowy
  - Sonia Gioria, włoska siatkarka
  - Reina Miyauchi, japońska wokalistka, członkini zespołów Super Monkey’s i MAX
  - Rubén Ramírez Hidalgo, hiszpański tenisista
  - Cédric Roussel, belgijski piłkarz (zm. 2023)
  - Anzel Solomons, południowoafrykańska szachistka
  - Davey Watt, australijski żużlowiec
- 1979:
  - Robert Cvek, czeski szachista
  - Christian Gille, niemiecki kajakarz, kanadyjkarz
  - Juris Laizāns, łotewski piłkarz
  - Konrad Małecki, polski siatkarz (zm. 2017)
  - Kenny Moreno, kolumbijska siatkarka
- 1980:
  - Cathrine Downing, amerykańska zapaśniczka
  - Beata Kamińska, polska pływaczka
  - Steed Malbranque, francuski piłkarz
  - Mihael Mikić, chorwacki piłkarz
  - Štefan Senecký, słowacki piłkarz, bramkarz
- 1981:
  - Leidy Araujo, dominikańska lekkoatletka, tyczkarka
  - Mike Jones, amerykański raper, aktor
  - Rinko Kikuchi, japońska aktorka
  - Cécile Ravanel, francuska kolarka górska
  - Jérémie Renier, belgijski aktor
- 1982:
  - Gilbert Arenas, amerykański koszykarz
  - Walton Eller, amerykański strzelec sportowy
  - Morgan Lander, kanadyjska muzyk, kompozytorka, wokalistka, autorka tekstów, członkini zespołu Kittie
  - Eddie Redmayne, brytyjski aktor
- 1983:
  - Artur Augustyn, polski siatkarz
  - Adam Burish, amerykański hokeista
  - Wołodymyr Diudia, ukraiński kolarz szosowy i torowy
  - Madelaynne Montaño, kolumbijska siatkarka
  - Vlado Petković, serbski siatkarz
  - Karolina Sokalska, polska koszykarka
- 1984:
  - Marcin Brzeziński, polski wioślarz
  - Hugo Colace, argentyński piłkarz pochodzenia włoskiego
  - Stephen Elliott, irlandzki piłkarz
  - Belinda Goss, australijska kolarka szosowa i torowa
  - Dzianis Hrot, białoruski hokeista
  - Zwiad Izoria, gruziński szachista
  - Kate McKinnon, amerykańska aktorka, komik
  - Matteo Montaguti, włoski kolarz szosowy
  - Eva Paus, niemiecka wioślarka
  - Kamil Raciborski, polski wokalista, autor tekstów
  - El Mehdi Sidqy, marokański piłkarz
  - Eric Trump, amerykański przedsiębiorca, filantrop
- 1985:
  - Abel Aguilar, kolumbijski piłkarz
  - Yasin Çakmak, turecki piłkarz
  - Stefanie Kubissa, niemiecka szablistka
  - Michael Langer, austriacki piłkarz
  - Pang Jiaying, chińska pływaczka
  - Adam Pearson, brytyjski aktor, prezenter telewizyjny, działacz społeczny
  - Wilson Reis, brazylijski zawodnik MMA
  - Seo Hyo-rim, południowokoreańska aktorka
  - Sebastian Schmidt, niemiecki wioślarz
  - Hugh Skinner, brytyjski aktor
  - Artiom Timofiejew, rosyjski szachista
- 1986:
  - Julija Czermoszanska, rosyjska lekkoatletka, sprinterka
  - Noureddine El Gourch, marokański piłkarz
  - Katja Luraschi, włoska siatkarka
  - Anneisha McLaughlin, jamajska lekkoatletka, sprinterka
  - Paul McShane, irlandzki piłkarz
  - Petter Northug, norweski biegacz narciarski
  - Irina Shayk, rosyjska modelka
  - Serhij Stachowski, ukraiński tenisista
  - Alex Turner, brytyjski muzyk, wokalista, członek zespołów Arctic Monkeys i The Last Shadow Puppets
- 1987:
  - Gemma Gibbons, brytyjska judoczka
  - Josh Holmes, australijski rugbysta
  - Muna Jabir Adam, sudańska lekkoatletka, płotkarka
  - Bongani Khumalo, południowoafrykański piłkarz
  - Daniel Ritchie, brytyjski wioślarz
  - Edino Steele, jamajski lekkoatleta, sprinter
  - Tan Miao, chińska pływaczka
  - Miguel Vázquez, meksykański bokser
  - Zhang Lin, chiński pływak
- 1988:
  - Dawron Askarow, kirgiski piłkarz
  - Daniel Davari, irański piłkarz, bramkarz
  - Paola Došen, chorwacka siatkarka
  - Irina Gumieniuk, rosyjska lekkoatletka, trójskoczkini
  - Luke Harangody, amerykański koszykarz
  - Magdalena Lamparska, polska aktorka
  - Piotr Wyszomirski, polski piłkarz ręczny, bramkarz
- 1989:
  - Kurtley Beale, australijski rugbysta pochodzenia aborygeńskiego
  - Andy Carroll, angielski piłkarz
  - Daiki Kameda, japoński bokser
  - Max Pirkis, brytyjski aktor
  - Nicky Romero, holenderski didżej, producent muzyczny
- 1990:
  - Ilaria Bianchi, włoska pływaczka
  - Renáta Březinová, czeska koszykarka
  - Lena Hartl, niemiecka siatkarka
  - Olga Jefimowa, rosyjska siatkarka
  - Sean Kilpatrick, amerykański koszykarz
  - Rusłan Otwerczenko, ukraiński koszykarz (zm. 2023)
  - Alex Teixeira, brazylijski piłkarz
  - Zhang Yingning, chińska lekkoatletka, tyczkarka
- 1991:
  - Sandi Arčon, słoweński piłkarz
  - Will Barton, amerykański koszykarz
  - Ioan-Cristian Chirilă, rumuński szachista
  - Daniel Høegh, duński piłkarz
  - Alice Kunek, australijska koszykarka
  - Andonios Mastoras, grecki lekkoatleta, skoczek wzwyż
  - Hugo Martín Nervo, argentyński piłkarz
  - Román Ramos, hiszpański motocyklista wyścigowy
  - Catiere Toledo, brazylijska judoczka
  - Jeroen Zoet, holenderski piłkarz, bramkarz
- 1992:
  - Ismael Borrero, kubański zapaśnik
  - Nika Dzalamidze, gruziński piłkarz
  - Ingrid Bøe Jacobsen, norweska kolarka górska i szosowa
  - Jonathan Moya, kostarykański piłkarz
  - Jasmin Mešanović, bośniacki piłkarz
- 1993:
  - Mite Cikarski, macedoński piłkarz
  - Pat Connaughton, amerykański koszykarz
  - Jesús Corona, meksykański piłkarz
  - Gökhan Gökgöz, turecki siatkarz
  - Anna Gyarmati, węgierska snowboardzistka
- 1994:
  - Martyna Buliżańska, polska poetka
  - Uładzisłau Kawalou, białoruski szachista
  - Margaux Pinot, francuska judoczka
  - Denis Suárez, hiszpański piłkarz
  - Szpaku, polski raper, autor tekstów
  - Salih Uçan, turecki piłkarz
- 1995:
  - Jewgienij Andriejew, rosyjski siatkarz
  - Aaliyah Brown, amerykańska lekkoatletka, sprinterka
  - Bartosz Bućko, polski siatkarz
  - Adrian Cierpka, polski piłkarz
  - Winifer Fernández, dominikańska siatkarka
  - Karoline Knotten, norweska biathlonistka
  - Timi Lahtinen, fiński hokeista
  - Pawło Połeheńko, ukraiński piłkarz
  - Blake Scheerhoorn, kanadyjski siatkarz
- 1996:
  - Angus Arthur, jamajski zapaśnik
  - Mädina Bakbergenowa, kazachska zapaśniczka
  - Fernando Barceló, hiszpański kolarz szosowy
  - Nenad Cvetković, serbski piłkarz
  - Courtney Eaton, australijska aktorka
  - Rafael Matos, brazylijski tenisista
  - Jagoda Mazurek, polska sumitka
  - Miki Núñez, hiszpański piosenkarz, autor piosenek
  - João Oliveira, szwajcarski piłkarz pochodzenia portugalskiego
- 1997:
  - Michel Aebischer, szwajcarski piłkarz
  - Ángelo Araos, chilijski piłkarz
  - Emir Azemović, czarnogórski piłkarz
  - Sofia D'Odorico, włoska siatkarka
  - Jesse Grupper, amerykański wspinacz sportowy pochodzenia żydowskiego
  - Daria Pikulik, polska kolarka torowa i szosowa
  - Artur Siemaszko, polski piłkarz
  - Żana Todorowa, bułgarska siatkarka
- 1998:
  - Ismail Azzaoui, belgijski piłkarz pochodzenia marokańskiego
  - Madelynn Bernau, amerykańska strzelczyni sportowa
  - Merel Freriks, holenderska piłkarka ręczna
  - Jérémy Guillemenot, szwajcarski piłkarz
  - Lee Seung-woo, południowokoreański piłkarz
  - Brandon Mayorga, nikaraguański piłkarz, bramkarz
  - Mohammadhadi Saravi, irański zapaśnik
- 1999:
  - Nikola Kováčiková, słowacka koszykarka
  - Mac McClung, amerykański koszykarz
  - Polo G, amerykański raper, piosenkarz, autor tekstów
  - Karolina Portalska, polska siatkarka
  - Jelena Radionowa, rosyjska łyżwiarka figurowa
  - Kacper Stokowski, polski pływak
  - Kiera Van Ryk, kanadyjska siatkarka
- 2000:
  - Jann-Fiete Arp, niemiecki piłkarz
  - Mohamed Camara, malijski piłkarz
  - Jesper Daland, norweski piłkarz
  - José Alejandro García, gwatemalski zapaśnik
  - Joel Latibeaudiere, jamajski piłkarz
  - Cezary Oleksiejczuk, polski zawodnik MMA
  - Kaheem Parris, jamajski piłkarz
  - Qiyu Zhou, kanadyjska szachistka pochodzenia chińskiego
  - Aleksandra Stach, polska kajakarka górska
  - Adem Zorgane, algierski piłkarz
- 2001:
  - Neja Dvornik, słoweńska narciarka alpejska
  - Kenyon Martin, amerykański koszykarz
  - Anderson Marquínez, ekwadorski lekkoatleta, sprinter
  - Owen Otasowie, amerykański piłkarz pochodzenia nigeryjskiego
- 2002 – Xu Jie, chiński florecista
- 2003:
  - Hong Kexin, chińska zapaśniczka
  - MattyBRaps, amerykański raper
- 2004:
  - Roméo Lavia, belgijski piłkarz
  - Fernando Ovelar, paragwajski piłkarz
- 2005:
  - Jacobo Ramón, hiszpański pisarz
  - Jonantán Villal, meksykański piłkarz

## Zmarli
- 664 – Amr Ibn al-As, arabski wódz, dyplomata, towarzysz Mahometa (ur. 583)
- 1148 – Gilbert de Clare, angielski możnowładca (ur. 1100)
- 1275 – Rajmund z Penyafortu, hiszpański duchowny katolicki, dominikanin, prawnik, święty (ur. 1170–75)
- 1366 – Piotr Tomasz z Gaskonii, francuski duchowny katolicki, karmelita, biskup, święty (ur. ok. 1305)
- 1374 – Andrzej Corsini, włoski duchowny katolicki, karmelita, biskup Fiesole, święty (ur. 1302)
- 1387 – Piotr IV, król Aragonii (ur. 1319)
- 1398 – Ruprecht II Twardy, elektor Palatynatu Reńskiego (ur. 1325)
- 1481 – Ahmed-chan, chan Złotej Ordy (ur. 1465)
- 1521 – Guillaume III de Croÿ, niderlandzki duchowny katolicki, biskup Cambrai, kardynał (ur. 1498)
- 1537:
  - Aleksander Medyceusz, książę Florencji (ur. 1510)
  - Baldassare Peruzzi, włoski architekt (ur. 1481)
- 1566 – Francesco Gonzaga, włoski kardynał (ur. 1538)
- 1568 – Clemente d’Olera, włoski duchowny katolicki, biskup Foligno, generał zakonu franciszkanów, kardynał, filozof, teolog (ur. 1501)
- 1585 – Georg von Braun, cesarski radca kameralny, władca sycowskiego wolnego państwa stanowego (ur. 1525)
- 1592 – Juan Hurtado de Mendoza, hiszpański kardynał (ur. 1548)
- 1597 – Jan Jędrzejowski, polski szlachcic, rycerz (ur. 1550)
- 1610 – Andrzej Wolan, polsko-litewski pisarz, tłumacz, publicysta, polemista i teolog protestancki (ur. 1530/31)
- 1611 – Jan de Ribera, hiszpański duchowny katolicki, biskup Badajoz, arcybiskup Walencji, święty (ur. 1532)
- 1618 – Małgorzata Gonzaga, księżniczka Mantui, księżna Ferrary, Modeny i Reggio (ur. 1564)
- 1646 – Kasper Karas, czeski duchowny katolicki, biskup pomocniczy wrocławski (ur. ?)
- 1670 – Karol z Sezze, włoski franciszkanin, mistyk, święty (ur. 1613)
- 1693 – Mehmed IV, sułtan Imperium Osmańskiego (ur. 1642)
- 1694:
  - Francesco Morosini, doża Wenecji (ur. 1618)
  - Stanisław Wosiński, polski lekarz, polityk (ur. 1644)
- 1695 – Chrystian Albrecht, książę szlezwicko-holsztyński na Gottorp (ur. 1641)
- 1711 – Philips van Almonde, holenderski admirał (ur. 1646)
- 1712 – Teresa Lubomirska, polska księżna, elektorowa Palatynatu (ur. 1685)
- 1734 – John Dennis, brytyjski dramaturg, krytyk literacki (ur. 1657)
- 1752 – Pompeo Aldrovandi, włoski kardynał (ur. 1668)
- 1755 – Angelo Maria Quirini, włoski duchowny katolicki, arcybiskup Korfu, arcybiskup ad personam Brescii, kardynał (ur. 1680)
- 1777 – Luigi Maria Torregiani, włoski kardynał (ur. 1697)
- 1785 – Haym Solomon, amerykański bankier, kupiec, finansista pochodzenia polsko-żydowskiego (ur. 1740)
- 1786 – Pierre Poivre, francuski botanik (ur. 1719)
- 1792 – Marie-Jeanne Riccoboni, francuska pisarka, publicystka, aktorka (ur. 1713)
- 1794 – Maurice d’Elbée, francuski generał powstańców wandejskich (ur. 1752)
- 1805 – Conrad Moench, niemiecki lekarz, aptekarz, botanik, chemik, mineralog (ur. 1744)
- 1806 – Jean-Henri Riesener, francuski projektant mebli, ebenista pochodzenia niemieckiego (ur. 1734)
- 1809 – Johann August Eberhard, niemiecki filozof (ur. 1739)
- 1813 – Louis Baraguey d’Hilliers, francuski generał (ur. 1764)
- 1823 – Walenty Litwiński, polski prawnik, wykładowca akademicki (ur. 1778)
- 1826 – John Farey, brytyjski geolog, pisarz (ur. 1766)
- 1827 – Charlotte von Stein, saksońska dama dworu (ur. 1742)
- 1829 – Josef Dobrovský, czeski duchowny katolicki, filolog, językoznawca (ur. 1753)
- 1831:
  - Rodolphe Kreutzer, francuski skrzypek, dyrygent, kompozytor, pedagog (ur. 1766)
  - Ryōkan Taigu, japoński mnich buddyjski, mistrz zen, poeta (ur. 1758)
- 1832 – Jan Eckelt, polski podoficer, uczestnik powstania listopadowego (ur. 1810)
- 1836 – Piotr Suchtelen, rosyjski książę, generał, dyplomata, kolekcjoner, kartograf pochodzenia flamandzkiego (ur. 1751)
- 1839 – Maria Orleańska, księżna Wirtembergii (ur. 1813)
- 1840:
  - Frances Burney, brytyjska pisarka, pamiętnikarka (ur. 1752)
  - Bunchō Tani, japoński malarz (ur. 1763)
- 1844 – John Edward Taylor, brytyjski przedsiębiorca, redaktor, wydawca (ur. 1791)
- 1849 – Jean-Bernard Brisebarre, francuski aktor (ur. 1775)
- 1852 – Louis Braille, francuski pedagog, twórca alfabetu dla niewidomych (ur. 1809)
- 1854 – Piotr Strzyżewski, polski pułkownik (ur. 1777)
- 1856 – Nicolas-Charles Bochsa, francuski harfista, kompozytor (ur. 1789)
- 1860 – William Martin Leake, brytyjski pisarz, topograf, dyplomata (ur. 1777)
- 1862 – Hiacynt Łobarzewski, polski prawnik, botanik (ur. 1814)
- 1866 – Wenceslao Robles, paragwajski generał (ur. ?)
- 1875 – Piotr Wysocki, polski pułkownik, przywódca sprzysiężenia podchorążych inicjującego powstanie listopadowe (ur. 1797)
- 1876 – Thomas Sotheron-Estcourt, brytyjski polityk (ur. 1801)
- 1879:
  - Zofia Branicka, polska arystokratka, filantropka (ur. 1790)
  - Józef Mianowski, polski lekarz, działacz społeczny (ur. 1804)
- 1880 – Józef Orłowski, polski architekt (ur. 1819)
- 1882 – Richard Henry Dana Jr., amerykański prawnik, pisarz (ur. 1815)
- 1884:
  - Gregor Mendel, austriacki duchowny katolicki, augustianin, prekursor genetyki (ur. 1822)
  - Marek Sokołowski, polski gitarzysta, kompozytor (ur. 1818)
- 1885:
  - Peter Christen Asbjørnsen, norweski pisarz, przyrodnik (ur. 1812)
  - Maurycy Kraiński, polski ziemianin, polityk (ur. 1804)
- 1886:
  - Adhémar-Jean-Claude Barré de Saint-Venant, francuski inżynier (ur. 1797)
  - Alfred de Falloux, francuski historyk, polityk (ur. 1811)
- 1890:
  - Józef Nikorowicz, polski kompozytor (ur. 1824 lub 27)
  - Maria Repetto, włoska zakonnica, błogosławiona (ur. 1807)
- 1891 – Wiktor Feliks Szokalski, polski okulista (ur. 1811)
- 1895:
  - Gustav Graef, niemiecki malarz (ur. 1821)
  - Eduard Müller, niemiecki polityk (ur. 1818)
- 1898 – Wilhelm Hermann von Lindheim, niemiecki przemysłowiec (ur. 1835)
- 1907 – Jan Stanisławski, polski malarz (ur. 1860)
- 1908:
  - George Dixon, amerykański bokser (ur. 1870)
  - Stanisław August Poniatowski, francuski oficer pochodzenia polskiego (ur. 1835)
- 1913 – Ryta od Jezusa, portugalska zakonnica, błogosławiona (ur. 1848)
- 1916 – Marcel Serret, francuski generał (ur. 1867)
- 1918 – Georg Cantor, niemiecki matematyk (ur. 1845)
- 1919:
  - Max Heindel, amerykański okultysta, astrolog, mistyk pochodzenia niemieckiego (ur. 1865)
  - Theodore Roosevelt, amerykański polityk, wiceprezydent i prezydent USA, laureat Pokojowej Nagrody Nobla (ur. 1858)
- 1920:
  - Heinrich Lammasch, austriacki prawnik, polityk, premier Austrii (ur. 1853)
  - Cecylia Plater-Zyberk, polska pedagog, działaczka społeczna, publicystka (ur. 1853)
- 1922 – Zuzanna Morawska, polska pisarka (ur. 1840)
- 1923 : 
  - Zdzisław Bilażewski, polski oficer lotnictwa (ur. 1893)
  - Witold Slaski – działacz społeczny, działacz niepodległościowy, ziemianin, fundator
- 1925:
  - Ferdinand Löwe, austriacki dyrygent, pianista, pedagog (ur. 1865)
  - Rafaela Porras y Ayllón, hiszpańska zakonnica, święta (ur. 1850)
- 1927 – Bohdan Zaleski, polski astronom (ur. 1887)
- 1928:
  - Alvin Kraenzlein, amerykański lekkoatleta, sprinter, płotkarz i skoczek w dal (ur. 1876)
  - Albert Lebourg, francuski malarz (ur. 1849)
- 1931 – Ernst Siemerling, niemiecki psychiatra, neurolog (ur. 1857)
- 1934 – Herbert Chapman, angielski piłkarz, trener (ur. 1878)
- 1936 – Louise Bryant, amerykańska dziennikarka, pisarka (ur. 1885)
- 1937 – Andrzej Bessette, kanadyjski zakonnik, święty (ur. 1845)
- 1939:
  - Jan Lewiński, polski geolog, wykładowca akademicki (ur. 1876)
  - Gustavs Zemgals, łotewski prawnik, dziennikarz, polityk, prezydent Łotwy (ur. 1871)
- 1940:
  - Stefan Cybichowski, polski architekt, działacz społeczny (ur. 1881)
  - Johann Nobis, niemiecki Świadek Jehowy (ur. 1899)
  - Romuald Paczkowski, polski prawnik (ur. 1878)
  - Nikodem Pajzderski polski historyk sztuki, mediewista, konserwator i badacz zabytków (ur. 1882)
  - Stanisław Pawłowski, polski geograf (ur. 1882)
  - Leon Prauziński, polski malarz, rysownik (ur. 1895)
  - Stanisław Nepomucen Ratajczak, polski działacz społeczny, powstaniec wielkopolski (ur. 1881)
- 1942:
  - Henri de Baillet-Latour, belgijski hrabia, działacz sportowy (ur. 1876)
  - Aleksandr Bielajew, francuski pisarz science fiction (ur. 1884)
  - Emma Calvé, francuska śpiewaczka operowa (sopran dramatyczny) (ur. 1858)
- 1943:
  - Antoni Niemancewicz, białoruski duchowny katolicki, jezuita, teolog, egzarcha Białoruskiego Kościoła Greckokatolickiego (ur. 1893)
  - Konstanty Lidmanowski, polski lekarz, działacz społeczny (ur. 1865)
- 1944:
  - Zdzisław Taczalski, polski sierżant, strzelec pokładowy i radiotelegrafista (ur. 1918)
  - Ida Tarbell, amerykańska pisarka, dziennikarka, nauczycieka (ur. 1857)
- 1945:
  - Edith Frank-Holländer, holenderska ofiara holocaustu pochodzenia żydowskiego, matka Anny Frank (ur. 1900)
  - Ala Gertner, żydowska uczestniczka ruchu oporu w obozie Auschwitz-Birkenau (ur. 1912)
  - Róża Robota, żydowska uczestniczka ruchu oporu w obozie Auschwitz-Birkenau (ur. 1921)
  - Regina Safirsztajn(inne języki), żydowska uczestniczka ruchu oporu w obozie Auschwitz-Birkenau (ur. ?)
  - Karol Pazurek, polski piłkarz (ur. 1905)
  - Maria Magdalena Radziwiłłowa, białoruska działaczka narodowa, filantropka (ur. 1861)
  - Estera Wajcblum, żydowska uczestniczka ruchu oporu w obozie Auschwitz-Birkenau (ur. ?)
- 1946:
  - Adolph de Meyer, niemiecki fotograf (ur. 1868)
  - Ben Riley, brytyjski polityk (ur. 1866)
- 1947:
  - Stefan Czarnocki, polski geolog, inżynier górniczy, wykładowca akademicki (ur. 1878)
  - Martyn Ladow, radziecki polityk pochodzenia żydowskiego (ur. 1872)
- 1948:
  - Moritz Borchardt, niemiecki chirurg, wykładowca akademicki (ur. 1868)
  - Giulio Gaudini, włoski florecista, szablista (ur. 1904)
  - Theodor Liebknecht, niemiecki polityk (ur. 1870)
- 1949:
  - Victor Fleming, amerykański reżyser filmowy (ur. 1889)
  - Ivar Lykke, norweski polityk, premier Norwegii (ur. 1872)
- 1951 – Maila Talvio, fińska pisarka, tłumaczka (ur. 1871)
- 1954 – Roberto Gomes Pedrosa, brazylijski piłkarz, bramkarz, działacz piłkarski (ur. 1913)
- 1955 – Jewgienij Tarle, rosyjski historyk (ur. 1874)
- 1956 – Adam Henryk Kaletka, polski historyk, archiwista (ur. 1887)
- 1957 – Amwrosij Buczma, ukraiński aktor, reżyser (ur. 1891)
- 1960 – Erik Robert Lindahl, szwedzki ekonomista (ur. 1891)
- 1963:
  - Ezio Roselli, włoski gimnastyk (ur. 1896)
  - Frank Tuttle(inne języki), amerykański reżyser filmowy (ur. 1892)
- 1964 – Werner Kempf, niemiecki generał (ur. 1886)
- 1965 – Kazimierz Kiełczewski, polski działacz komunistyczny, prezydent Radomia (ur. 1895)
- 1966:
  - Albrecht Brandi, niemiecki komandor (ur. 1914)
  - Jean Lurçat, francuski malarz (ur. 1892)
  - Leopold Sadurski(inne języki), polski aktor, tancerz, choreograf (ur. 1922)
- 1968 – Karl Kobelt, szwajcarski polityk, prezydent Szwajcarii (ur. 1891)
- 1969:
  - Ansgary Malina, polski franciszkanin, kompozytor (ur. 1892)
  - Giuseppe Viani, włoski piłkarz, trener (ur. 1909)
- 1970 – Antonio Taffi, włoski duchowny katolicki, arcybiskup, nuncjusz apostolski (ur. 1897)
- 1971 – Pēteris Blaus, łotewski dziennikarz, polityk (ur. 1900)
- 1972 – Chen Yi, chiński wojskowy, polityk komunistyczny (ur. 1901)
- 1974:
  - Charles Philip Allen, brytyjski kapitan pilot, as myśliwski (ur. 1899)
  - Lech Pijanowski, polski krytyk filmowy, reżyser telewizyjny, popularyzator teorii i praktyki gier (ur. 1928)
  - David Alfaro Siqueiros, meksykański malarz, grafik (ur. 1896)
- 1975:
  - Timofiej Kucewałow, radziecki generał porucznik pilot, as myśliwski (ur. 1904)
  - George R. Price, amerykański biolog, genetyk (ur. 1922)
  - Antoni Reising, polski malarz, scenograf teatralny (ur. 1905)
- 1976:
  - Henry George, belgijski kolarz szosowy i torowy (ur. 1891)
  - Theo de Haas, holenderski piłkarz (ur. 1902)
- 1978:
  - Burt Munro, nowozelandzki motocyklista wyścigowy (ur. 1899)
  - Walentina Spierantowa, rosyjska aktorka (ur. 1904)
  - Anna Wałek-Czernecka, polska botanik, wykładowczyni akademicka (ur. 1890)
- 1979 – Hubert Skowronek, polski piłkarz, trener (ur. 1941)
- 1980:
  - Raymond Mays, brytyjski kierowca wyścigowy (ur. 1899)
  - Julian Rogoziński, polski tłumacz, krytyk literacki, eseista (ur. 1912)
- 1981:
  - Archibald Joseph Cronin, szkocki pisarz (ur. 1896)
  - Giennadij Gor, rosyjski prozaik, poeta (ur. 1907)
  - Antonio Suárez, hiszpański kolarz szosowy (ur. 1932)
- 1982:
  - Tadeusz Gorczyński, polski botanik, dendrolog, wykładowca akademicki (ur. 1905)
  - Danijał Kerymbajew, radziecki i kazachski polityk (ur. 1909)
- 1983:
  - Josef Kusznir, izraelski polityk (ur. 1900)
  - Shabban Shahab-ud-Din, indyjski hokeista na trawie (ur. 1909)
- 1984 – Ernest Laszlo, amerykański operator filmowy węgierskiego pochodzenia (ur. 1898)
- 1986 – Joe Farrell, amerykański muzyk jazzowy (ur. 1937)
- 1988 – Zofia Fafius, polska architektka (ur. 1907)
- 1989 – Janusz Dyja, polski reżyser słuchowisk radiowych (ur. 1932)
- 1990:
  - Gordon Aitchison, kanadyjski koszykarz (ur. 1909)
  - Ian Charleson, szkocki aktor (ur. 1949)
  - Pawieł Czerenkow, rosyjski fizyk, laureat Nagrody Nobla (ur. 1904)
- 1991 – Ahmet Adnan Saygun, turecki kompozytor (ur. 1907)
- 1992:
  - Bent Christensen(inne języki), duński reżyser filmowy (ur. 1929)
  - Marta Straszna, polska aktorka niezawodowa (ur. 1920)
- 1993:
  - Tad Danielewski, amerykański reżyser filmowy (ur. 1921)
  - Dizzy Gillespie, amerykański trębacz, wokalista i kompozytor jazzowy (ur. 1917)
  - Rudolf Nuriejew, rosyjski baletmistrz (ur. 1938)
  - Zef Zorba, albański poeta, prozaik, dramaturg, reżyser teatralny (ur. 1920)
- 1995:
  - Todor Diew, bułgarski piłkarz (ur. 1934)
  - Agustín Gaínza, hiszpański piłkarz narodowości baskijskiej (ur. 1922)
- 1996 – Józef Kruża, polski bokser (ur. 1928)
- 1997 – Kalevi Laitinen, fiński gimnastyk (ur. 1918)
- 1998 – Otto Schmitt, amerykański wynalazca, inżynier, biofizyk pochodzenia niemieckiego (ur. 1913)
- 1999:
  - Michel Petrucciani, francuski pianista jazzowy (ur. 1962)
  - Stanisław Santor, polski skrzypek (ur. 1922)
  - Lajos Tichy, węgierski piłkarz, trener (ur. 1935)
- 2000:
  - Horst Seemann, niemiecki reżyser i scenarzysta filmowy (ur. 1937)
  - Aleksiej Wyżmanawin, rosyjski szachista (ur. 1960)
- 2001:
  - Scott Marlowe, amerykański aktor (ur. 1932)
  - Jacek Olter, polski muzyk jazzowy, perkusista, członek zespołów: Miłość i Kury (ur. 1972)
  - Remigiusz Rogacki, polski aktor (ur. 1926)
  - Michał Rusinek, polski pisarz (ur. 1904)
- 2002 – Henryk Jagodziński, polski wioślarz (ur. 1925)
- 2003 – Gerald Cash, bahamski prawnik, polityk, gubernator generalny Bahamów (ur. 1917)
- 2004:
  - Pierre Charles, dominicki polityk, premier Dominiki (ur. 1954)
  - Francesco Scavullo, amerykański fotograf pochodzenia włoskiego (ur. 1921)
- 2005:
  - Lois Hole, kanadyjska polityk, gubernator porucznik prowincji Alberta (ur. 1933)
  - Josef Musil, austriacki piłkarz, bramkarz (ur. 1920)
  - Louis Robichaud, kanadyjski polityk, premier Nowego Brunszwiku (ur. 1925)
  - Ali Šukrija, jugosłowiański polityk pochodzenia albańskiego (ur. 1919)
- 2006:
  - Józef Milik, polski duchowny katolicki, teolog, qumranista (ur. 1922)
  - Lou Rawls, amerykański piosenkarz, aktor (ur. 1933)
  - Hugh Thompson, amerykański chorąży pilot śmigłowcowy (ur. 1943)
  - Stanley Tupper, amerykański prawnik, polityk (ur. 1921)
- 2007:
  - Yvon Durelle, kanadyjski bokser (ur. 1929)
  - Frédéric Etsou-Nzabi-Bamungwabi, kongijski duchowny katolicki, arcybiskup Kinszasy, kardynał (ur. 1930)
  - Stanisław Kałużyński, polski ałtaista, mongolista (ur. 1925)
  - Pete Kleinow, amerykański gitarzysta, członek zespołu The Flying Burrito Brothers(inne języki) (ur. 1934)
  - Elżbieta Wassongowa, polska tłumaczka (ur. 1908)
- 2008:
  - Danuta Mancewicz, polska aktorka (ur. 1922)
  - Bolesław Winiarski, polski ekonomista (ur. 1925)
- 2009:
  - Edward Dysko, polski generał (ur. 1926)
  - Cheryl Holdridge, amerykańska aktorka (ur. 1944)
  - Claude Jeter, amerykański piosenkarz (ur. 1914)
  - Pascal Terry, francuski motocyklista rajdowy (ur. 1959)
- 2011:
  - Piotr Jaśkowski, polski psychofizjolog, kognitywista (ur. 1957)
  - Aron Kincaid, amerykański aktor dubbingowy (ur. 1940)
  - Uche Okafor, nigeryjski piłkarz (ur. 1967)
  - Andrzej Przeździecki, polski szermierz, trener (ur. 1926)
  - Vang Pao, laotański generał, przywódca społeczności Hmongów w USA (ur. 1929)
- 2012:
  - Roger Boisjoly, amerykański inżynier (ur. 1938)
  - Edward Hałoń, polski wojskowy, działacz społeczny, pracownik naukowy (ur. 1921)
- 2013 – Cho Sung-min, południowokoreański baseballista (ur. 1973)
- 2014:
  - Marina Ginestà, francuska dziennikarka (ur. 1919)
  - Larry D. Mann, kanadyjski aktor (ur. 1922)
  - Julian Rotter, amerykański psycholog (ur. 1916)
  - Mónica Spear, wenezuelska aktorka, modelka (ur. 1984)
- 2015:
  - Ivor Abrahams, brytyjski rzeźbiarz (ur. 1935)
  - Vlastimil Bubník, czeski piłkarz, hokeista (ur. 1931)
  - Joseph Djida, kameruński duchowny katolicki, biskup Ngaoundéré (ur. 1945)
  - Lance Percival, brytyjski aktor, komik, piosenkarz (ur. 1933)
  - Alexandru Segal, brazylijski szachista pochodzenia rumuńskiego (ur. 1947)
- 2016:
  - Silvana Pampanini, włoska aktorka (ur. 1925)
  - Grzegorz Sosna, polski duchowny prawosławny, historyk, publicysta (ur. 1939)
  - Zbigniew Strzelecki, polski ekonomista (ur. 1949)
  - Zbigniew Zychowicz, polski polityk, samorządowiec, marszałek województwa zachodniopomorskiego (ur. 1953)
- 2017:
  - Mikołaj Lenczewski, polski duchowny prawosławny, ksiądz mitrat (ur. 1940)
  - Ricardo Piglia, argentyński pisarz, scenarzysta filmowy (ur. 1941)
  - Om Puri, indyjski aktor (ur. 1950)
  - Jerzy Seńczuk, polski nadbrygadier Państwowej Straży Pożarnej (ur. 1944)
- 2018:
  - Horace Ashenfelter, amerykański lekkoatleta, długodystansowiec (ur. 1923)
  - Remídio José Bohn, brazylijski duchowny katolicki, biskup Cachoeira do Sul (ur. 1950)
  - Marjorie Holt, amerykańska prawnik, polityk (ur. 1920)
  - Edward Ochmański, polski matematyk (ur. 1947)
  - Dave Toschi, amerykański policjant śledczy (ur. 1931)
- 2019:
  - Emiliano Fabbricatore, włoski duchowny katolicki, opat terytorialny Santa Maria di Grottaferrata (ur. 1938)
  - William Morgan Sheppard, brytyjski aktor (ur. 1932)
- 2020:
  - Sergio Fernández Cárdenas, meksykański pisarz, krytyk literacki (ur. 1926)
  - Mike Fitzpatrick, amerykański polityk (ur. 1963)
  - Luis Moraes, brazylijski piłkarz (ur. 1930)
  - Zacarías Ortiz Rolón, paragwajski duchowny katolicki, biskup Concepción en Paraguay (ur. 1934)
- 2021:
  - Edward Gnat, polski rolnik, samorządowiec, polityk, poseł na Sejm PRL (ur. 1940)
  - Antonio Sabàto, włoski aktor (ur. 1943)
  - Filip Trifonow, bułgarski aktor (ur. 1947)
- 2022:
  - Tania Aszot-Harutunian, irańska pianistka (ur. 1937)
  - Peter Bogdanovich, amerykański aktor, reżyser, producent i scenarzysta filmowy (ur. 1939)
  - Bob Falkenburg, amerykański tenisista (ur. 1926)
  - Mariano Laurenti, włoski reżyser i scenarzysta filmowy (ur. 1929)
  - Sidney Poitier, amerykański aktor (ur. 1927)
  - Marina Zalewska, polska psycholog (ur. 1944)
- 2023:
  - Benjamin Almoneda, filipiński duchowny katolicki, biskup Daet (ur. 1930)
  - Omar Berdiýew, turkmeński piłkarz (ur. 1979)
  - Gervasio Gestori, włoski duchowny katolicki, biskup San Benedetto del Tronto-Ripatransone-Montalto (ur. 1936)
  - Józef Janoszek, polski działacz społeczny (ur. 1930)
  - Paula Quintana, chilijska socjolog, polityk, minister planowania (ur. 1956)
  - Roman Rogowski, polski duchowny katolicki, teolog dogmatyk (ur. 1936)
  - Owen Roizman, amerykański operator filmowy (ur. 1936)
  - Dick Savitt, amerykański tenisista (ur. 1927)
  - Gianluca Vialli, włoski piłkarz, trener (ur. 1964)
- 2024:
  - Fernando Capalla, filipiński duchowny katolicki, arcybiskup Davao (ur. 1934)
  - Anton Pain Ratu, indonezyjski duchowny katolicki, biskup Atambua (ur. 1929)
  - Pablo Varela Server, hiszpański duchowny katolicki, biskup pomocniczy archidiecezji panamskiej (ur. 1942)
  - Wiesław Wojnowski, polski chemik, wykładowca akademicki (ur. 1933)
- 2025:
  - Günter Bechly, niemiecki paleontolog, entomolog (ur. 1963)
  - Chryzostom, litewski duchowny prawosławny, metropolita wileński i litewski (ur. 1934)
  - António Couto dos Santos, portugalski chemik, menadżer, polityk, minister ds. młodzieży, minister edukacji (ur. 1949)
  - Henny Eman, arubański polityk, premier Aruby (ur. 1948)
  - Aristide Gunnella, włoski prawnik, polityk, minister ds. regionalnych (ur. 1931)
  - Wacław Janicki, polski aktor (ur. 1944)
  - John Kritcharoen, tajski duchowny katolicki, biskup Ratchaburi (ur. 1949)
  - Dušan Maravić, serbski piłkarz (ur. 1939)
  - Halina Matysik, polska nauczycielka, harcmistrzyni, działaczka Związku Harcerstwa Polskiego (ur. 1934)
  - Józef Osek, polski wojskowy, generał brygady, dyrektor Departamentu I MSW (ur. 1931)
  - Raymond Saw Po Ray, mjanmański duchowny katolicki, biskup Mawlamyine (ur. 1948)
  - Krzysztof Sońta, polski nauczyciel, samorządowiec, polityk, poseł na Sejm RP (ur. 1968)
  - Witold Szewczyk, polski siatkarz (ur. 1944)
  - Ludwik Zalewski, polski podpułkownik, polityk, senator RP (ur. 1954)